# Hasselt (België)
Hasselt is de hoofdstad en grootste centrumstad van de Belgische provincie Limburg en telt ongeveer 90.000 inwoners. Hiermee is het naar inwonersaantal de kleinste provinciehoofdstad van Vlaanderen. De stad is de zetel van het bisdom Hasselt en ook de hoofdplaats van het kieskanton en de twee gerechtelijk kantons Hasselt. Hasselt is gelegen aan het Albertkanaal en de Demer, op de grens van Vochtig-Haspengouw en de Kempen, midden in de Grensregio Vlaanderen-Nederland.

## Etymologie
De naam Hasselt zou afgeleid zijn van het Germaanse Hasaluth, hetgeen hazelarenbos betekent.
Hasselt was vanaf 1179 tot 1795 de hoofdplaats van het rond 1040 rond Borgloon ontstane graafschap Loon.
Inwoners van Hasselt worden Hasselaren genoemd.

## Geschiedenis

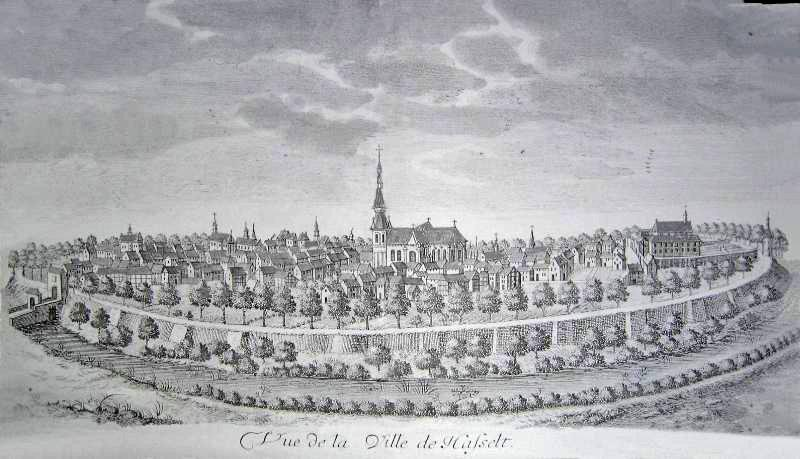
Hasselt in 1740

## Geografie

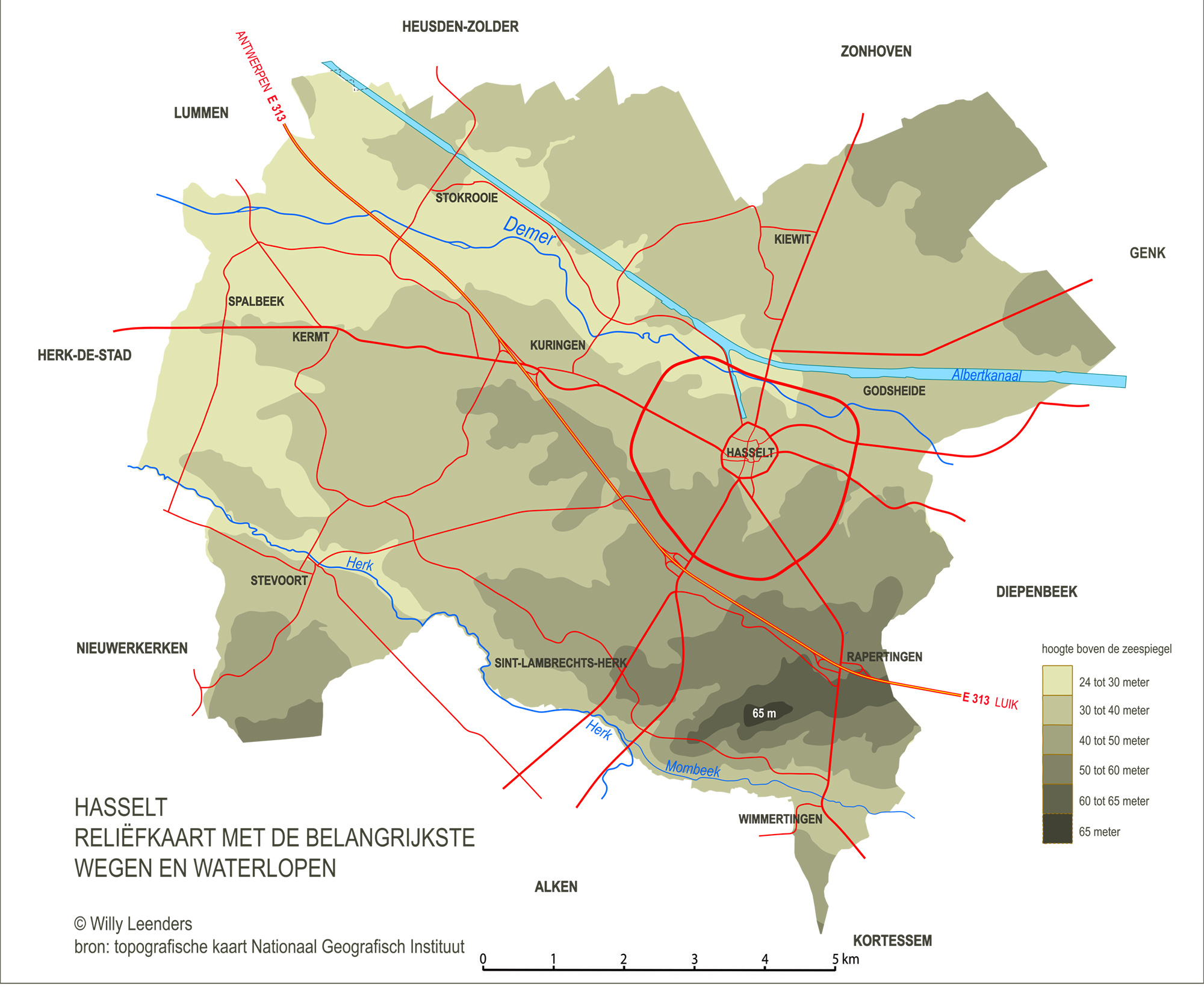
Reliëfkaart van Hasselt

### Deelgemeenten
In 1977 werd Hasselt een fusiegemeente die naast Hasselt zelf nog zeven deelgemeenten telde. Sinds de fusie met Kortessem in 2025, kwamen hier nog eens vijf deelgemeenten bij.
|    | Naam                 | Opp. (km²) | Inwoners (2020) | Inwoners per km² | NIS-code | Toetrede Hasselt |
| -- | -------------------- | ---------- | --------------- | ---------------- | -------- | ---------------- |
| 1  | Hasselt              | 40,16      | 49.833          | 1.241            | 71022A   | /                |
| 2  | Wimmertingen         | 1,08       | 308             | 285              | 71022B   | 1977             |
| 3  | Sint-Lambrechts-Herk | 11,23      | 4.700           | 418              | 71022C   | 1977             |
| 4  | Kuringen             | 19,48      | 11.466          | 589              | 71022D   | 1977             |
| 5  | Stokrooie            | 6,36       | 2.000           | 314              | 71022E   | 1977             |
| 6  | Kermt                | 7,59       | 4.565           | 602              | 71022F   | 1977             |
| 7  | Spalbeek             | 4,75       | 2.135           | 449              | 71022G   | 1977             |
| 8  | Stevoort             | 12,03      | 3.678           | 306              | 71022H   | 1977             |
| 9  | Kortessem            | 10,85      | 3.522           | 324              | 73040A   | 2025             |
| 10 | Wintershoven         | 4,10       | 587             | 143              | 73040B   | 2025             |
| 11 | Vliermaalroot        | 6,35       | 1.321           | 208              | 73040C   | 2025             |
| 12 | Vliermaal            | 9,16       | 1.938           | 212              | 73040D   | 2025             |
| 13 | Guigoven             | 3,52       | 1.068           | 303              | 73040E   | 2025             |

### Overige kernen
Op het grondgebied van Hasselt liggen naast het centrum nog de gehuchten Godsheide in het oosten, Rapertingen in het zuidoosten en Kiewit in het noorden, die nog niet met het stadscentrum zijn vergroeid. In de deelgemeente Kuringen liggen nog de gehuchten Kuringen-Heide of Sint-Jansheide, Schimpen en Tuilt.
Door de uitbreiding van het stadscentrum zijn de volgende wijken en stadsdelen ontstaan:
- Banneuxwijk in het noorden aan de overkant van het Albertkanaal
- Runkst in het zuidwesten aan de zuidkant van de spoorweg en het station (stadsdeel)
- De Hollandsveld of Martinuswijk in het zuidoosten
- De Katarinawijk in het oosten
- De Heilig-Hartwijk of Tuinwijk in het westen

### Stadsdelen[3][4]
| Deelgemeente - Wijk | Oppervlakte (km²) | Bevolking 2023                                                                 |
| --- | ----------------- | ------------------------------------------------------------------------------ |
| Guigoven | 3,52              | 1.293                                                                          |
| Hasselt - Hasselt-Centrum - Banneuxwijk - Godsheide - Katarina - Heilig-Hartwijk - Kempische Wijk - Kiewit - Hollandsveld - Malpertuus - Rapertingen - Runkst-Centrum - Runkst Buiten Singel | 39,91             | 50.800 2.934 4.937 1.222 8.642 6.360 1.923 3.707 2.713 2.001 4.024 9.312 3.025 |
| Kermt | 7,04              | 4.576                                                                          |
| Kortessem | 10,85             | 3.643                                                                          |
| Kuringen - Kuringen-Centrum - Kuringen-Heide - Schimpen - Tuilt | 19,53             | 11.500 4.893 3.548 1.300 1.759                                                 |
| Sint-Lambrechts-Herk | 11,21             | 4.640                                                                          |
| Spalbeek | 5,25              | 2.140                                                                          |
| Stevoort | 12,03             | 3.710                                                                          |
| Stokrooie | 6,27              | 2.036                                                                          |
| Vliermaal (incl. Zammelen) | 9,16              | 1.948                                                                          |
| Vliermaalroot | 6,35              | 1.325                                                                          |
| Wimmertingen | 1,08              | 316                                                                            |
| Wintershoven | 4,10              | 389                                                                            |

### Nabijgelegen kernen
De kern van Hasselt ligt te midden van de volgende plaatsen: Stevoort, Kuringen, Zonhoven, Diepenbeek, Rapertingen, Alken, Sint-Lambrechts-Herk

## Demografie

### Demografische ontwikkeling voor de fusie
- Bronnen:NIS 1831 t/m 1970=volkstellingen; 1976 = inwonertal per 31 december

### Demografische ontwikkeling van de fusiegemeente (1977-2024)
Alle historische gegevens hebben betrekking op de huidige gemeente, inclusief deelgemeenten, zoals ontstaan na de fusie van 1 januari 1977 tot en met 2024
- Bronnen:NIS, Opm:1831 tot en met 1981=volkstellingen; 1990 en later= inwonertal op 1 januari

| Inwoners van jaar tot jaar op 1 januari 1992 tot 2024 | Inwoners van jaar tot jaar op 1 januari 1992 tot 2024 | Inwoners van jaar tot jaar op 1 januari 1992 tot 2024 |
| Jaar                                                  | Aantal                                                | Evolutie: 1992=index 100                              |
| ----------------------------------------------------- | ----------------------------------------------------- | ----------------------------------------------------- |
| 1992                                                  | 66.884                                                | 100,0                                                 |
| 1993                                                  | 67.080                                                | 100,3                                                 |
| 1994                                                  | 67.398                                                | 100,8                                                 |
| 1995                                                  | 67.486                                                | 100,9                                                 |
| 1996                                                  | 67.456                                                | 100,9                                                 |
| 1997                                                  | 67.552                                                | 101,0                                                 |
| 1998                                                  | 67.772                                                | 101,3                                                 |
| 1999                                                  | 67.777                                                | 101,3                                                 |
| 2000                                                  | 68.058                                                | 101,8                                                 |
| 2001                                                  | 68.373                                                | 102,2                                                 |
| 2002                                                  | 68.771                                                | 102,8                                                 |
| 2003                                                  | 68.931                                                | 103,1                                                 |
| 2004                                                  | 69.127                                                | 103,4                                                 |
| 2005                                                  | 69.538                                                | 104,0                                                 |
| 2006                                                  | 70.035                                                | 104,7                                                 |
| 2007                                                  | 70.584                                                | 105,5                                                 |
| 2008                                                  | 71.545                                                | 107,0                                                 |
| 2009                                                  | 72.315                                                | 108,1                                                 |
| 2010                                                  | 73.067                                                | 109,2                                                 |
| 2011                                                  | 73.807                                                | 110,4                                                 |
| 2012                                                  | 74.588                                                | 111,5                                                 |
| 2013                                                  | 75.579                                                | 113,0                                                 |
| 2014                                                  | 75.991                                                | 113,6                                                 |
| 2015                                                  | 76.331                                                | 114,1                                                 |
| 2016                                                  | 76.685                                                | 114,7                                                 |
| 2017                                                  | 77.124                                                | 115,3                                                 |
| 2018                                                  | 77.651                                                | 116,1                                                 |
| 2019                                                  | 78.296                                                | 117,1                                                 |
| 2020                                                  | 78.714                                                | 117,7                                                 |
| 2021                                                  | 79.089                                                | 118,2                                                 |
| 2022                                                  | 79.524                                                | 118,9                                                 |
| 2023                                                  | 80.351                                                | 120,1                                                 |
| 2024                                                  | 80.828                                                | 120,8                                                 |

### Demografische ontwikkeling van de fusiegemeente zoals ontstaan op 1 januari 2025
Deze evolutie is gemaakt op basis van de historische gegevens die betrekking hebben op de twee gemeenten, inclusief hun deelgemeenten, die samen de nieuwe fusiegemeente vormen vanaf 1 januari 2025.
- Bronnen:NIS, Opm:1831 tot en met 1981=volkstellingen; 1990 en later= inwonertal op 1 januari

| Inwoners van jaar tot jaar op 1 januari 1992 tot heden | Inwoners van jaar tot jaar op 1 januari 1992 tot heden | Inwoners van jaar tot jaar op 1 januari 1992 tot heden |
| jaar                                                   | Aantal                                                 | Evolutie: 1992=index 100                               |
| ------------------------------------------------------ | ------------------------------------------------------ | ------------------------------------------------------ |
| 1992                                                   | 74.643                                                 | 100,0                                                  |
| 1993                                                   | 74.885                                                 | 100,3                                                  |
| 1994                                                   | 75.280                                                 | 100,9                                                  |
| 1995                                                   | 75.389                                                 | 101,0                                                  |
| 1996                                                   | 75.372                                                 | 101,0                                                  |
| 1997                                                   | 75.459                                                 | 101,1                                                  |
| 1998                                                   | 75.743                                                 | 101,5                                                  |
| 1999                                                   | 75.857                                                 | 101,6                                                  |
| 2000                                                   | 76.068                                                 | 101,9                                                  |
| 2001                                                   | 76.438                                                 | 102,4                                                  |
| 2002                                                   | 76.831                                                 | 102,9                                                  |
| 2003                                                   | 76.986                                                 | 103,1                                                  |
| 2004                                                   | 77.196                                                 | 103,4                                                  |
| 2005                                                   | 77.621                                                 | 104,0                                                  |
| 2006                                                   | 78.109                                                 | 104,6                                                  |
| 2007                                                   | 78.737                                                 | 105,5                                                  |
| 2008                                                   | 79.694                                                 | 106,8                                                  |
| 2009                                                   | 80.468                                                 | 107,8                                                  |
| 2010                                                   | 81.385                                                 | 109,0                                                  |
| 2011                                                   | 82.129                                                 | 110,0                                                  |
| 2012                                                   | 82.988                                                 | 111,2                                                  |
| 2013                                                   | 83.968                                                 | 112,5                                                  |
| 2014                                                   | 84.384                                                 | 113,1                                                  |
| 2015                                                   | 84.711                                                 | 113,5                                                  |
| 2016                                                   | 85.044                                                 | 113,9                                                  |
| 2017                                                   | 85.483                                                 | 114,5                                                  |
| 2018                                                   | 86.097                                                 | 115,3                                                  |
| 2019                                                   | 86.738                                                 | 116,2                                                  |
| 2020                                                   | 87.151                                                 | 116,8                                                  |
| 2021                                                   | 87.532                                                 | 117,3                                                  |
| 2022                                                   | 88.119                                                 | 118,1                                                  |
| 2023                                                   | 89.077                                                 | 119,3                                                  |
| 2024                                                   | 89.585                                                 | 120,0                                                  |
| 2025                                                   | 90.249                                                 | 120,9                                                  |

## Religie

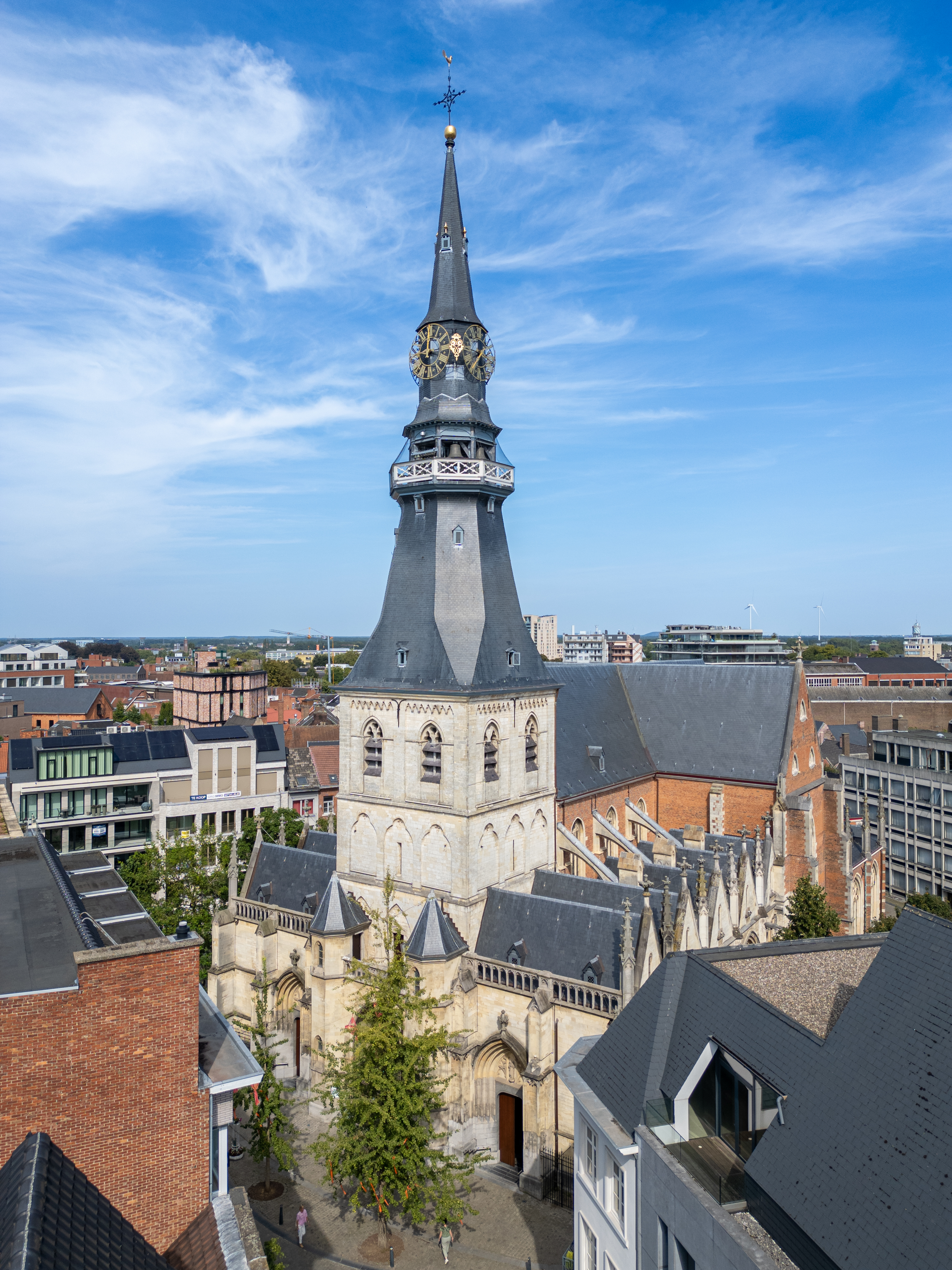
Sint-Quintinuskathedraal

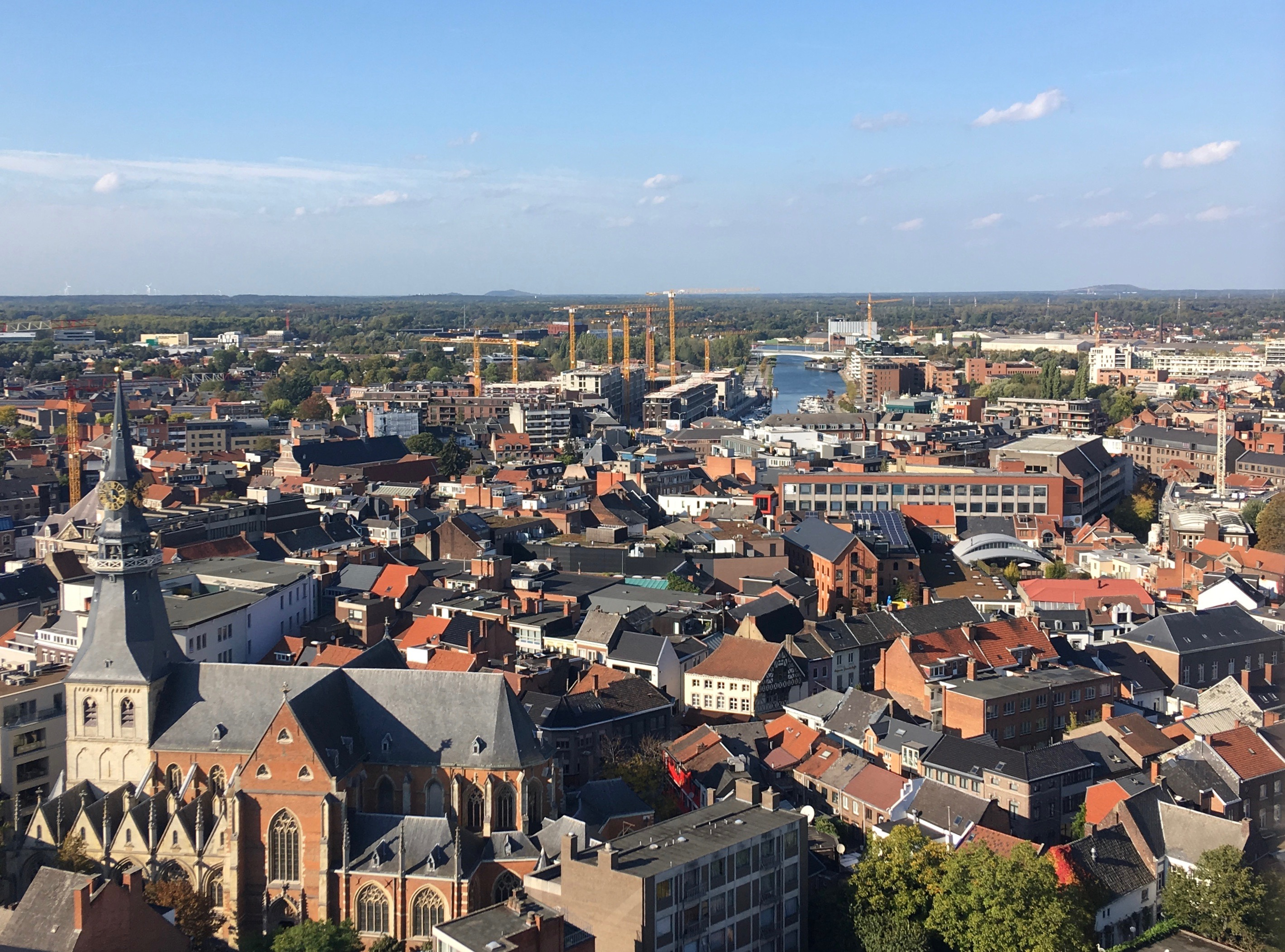
Zicht op het stadscentrum met Sint-Quintinuskathedraal en de Kanaalkom op de achtergrond

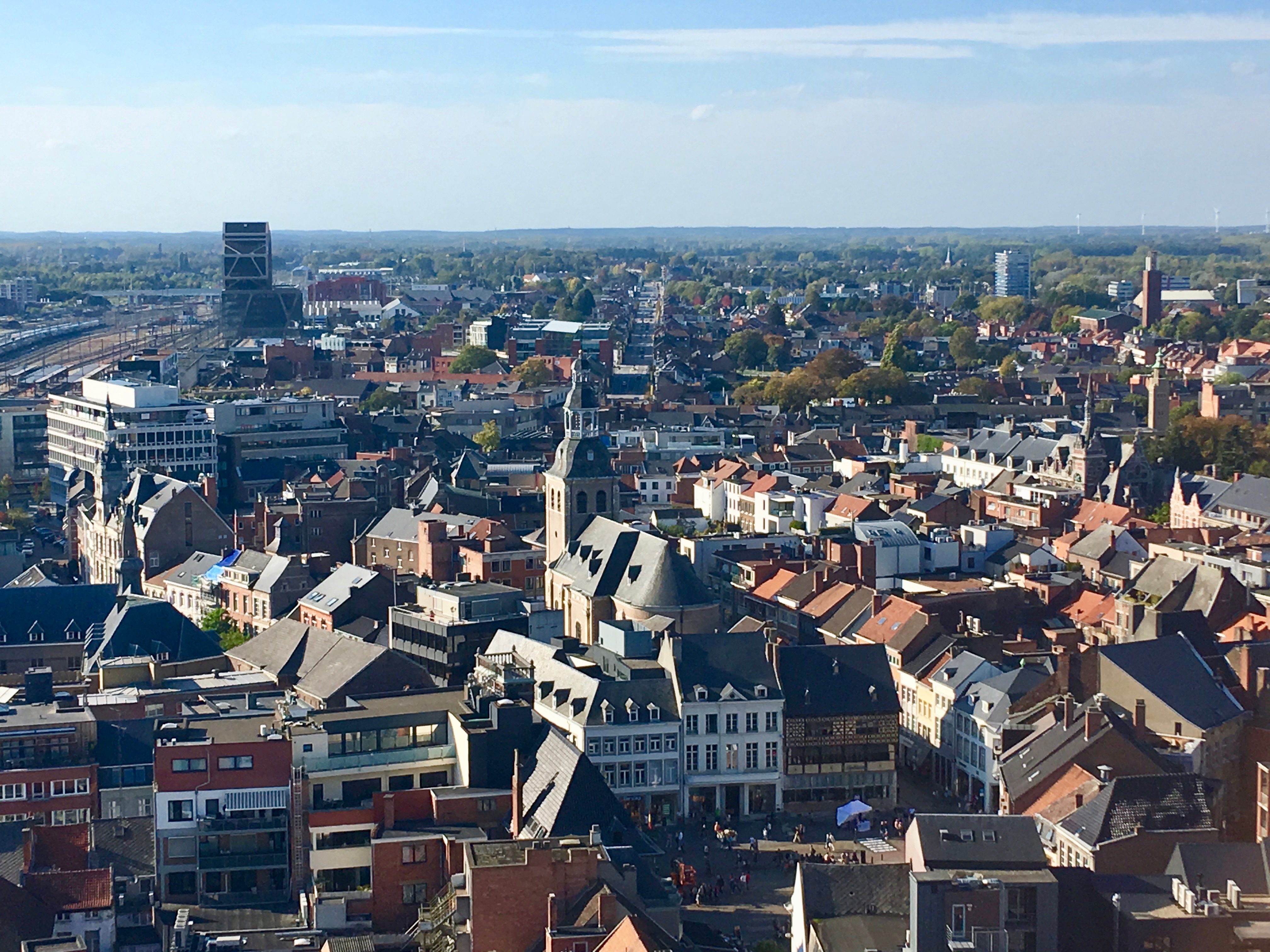
Zicht op het stadscentrum met Virga-Jessebasiliek, gerechtsgebouw en stationsbuurt

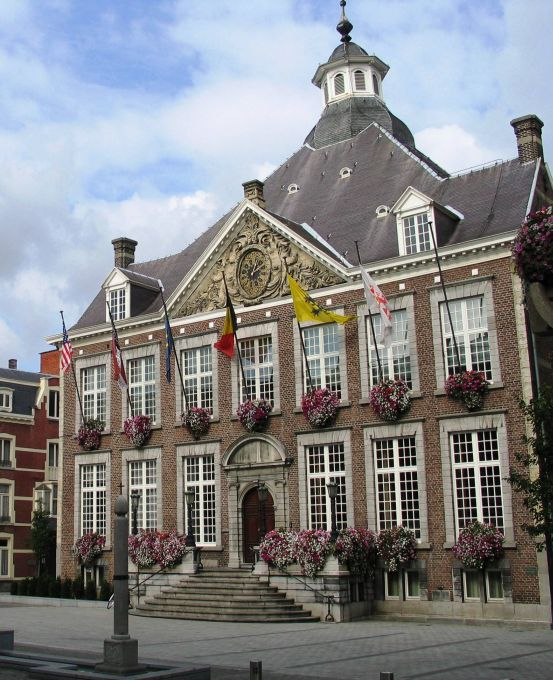
Oud Stadhuis in classicistische stijl uit midden 17e eeuw met vooraan het perroen (26 sep 2004)

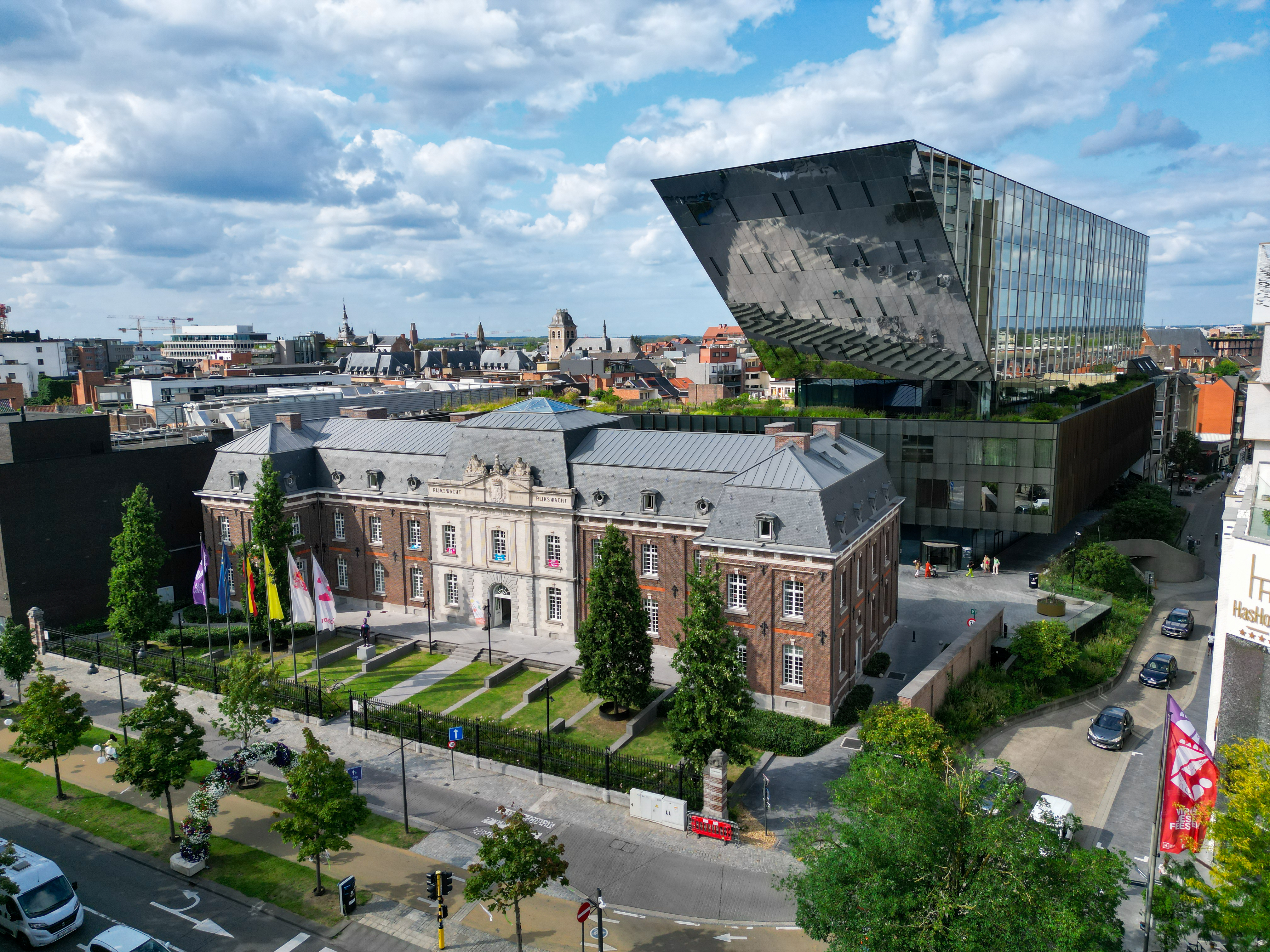
Het stadhuis of Stadskantoor (vanaf augustus 2018). Het kreeg als naam t Scheep (Hasselts voor Het Schip). De voormalige rijkswachtkazerne op de voorgrond heet nu Kezerreme (Kazerne) en de gehele site Obbe Beek (Op de Beek) verwijzend naar de naam van de buurt aan de Helbeek waarlangs Hasselt zou zijn ontstaan.

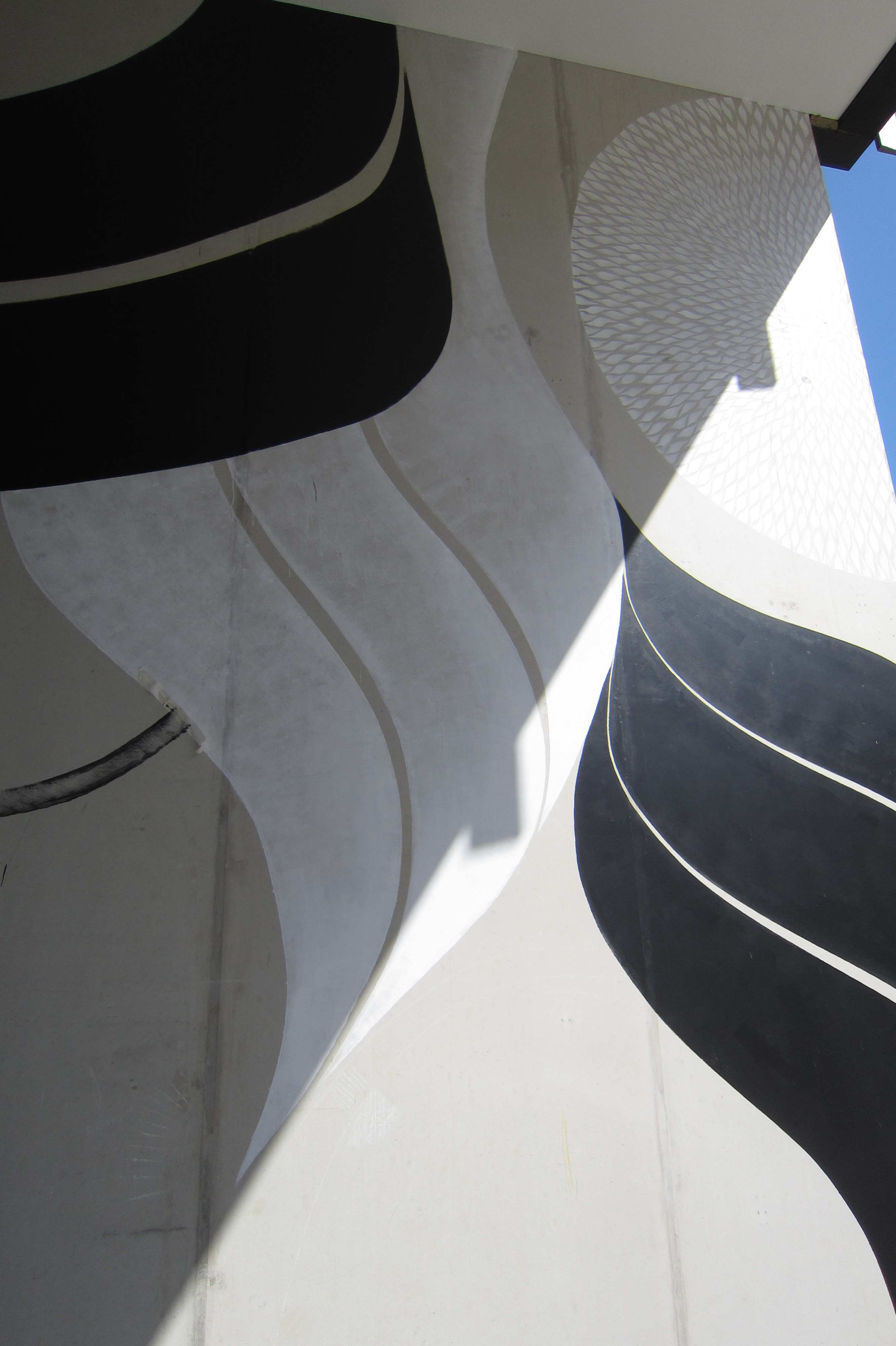
Muurschildering van Lucy McLauchlan aan het Stadskantoor

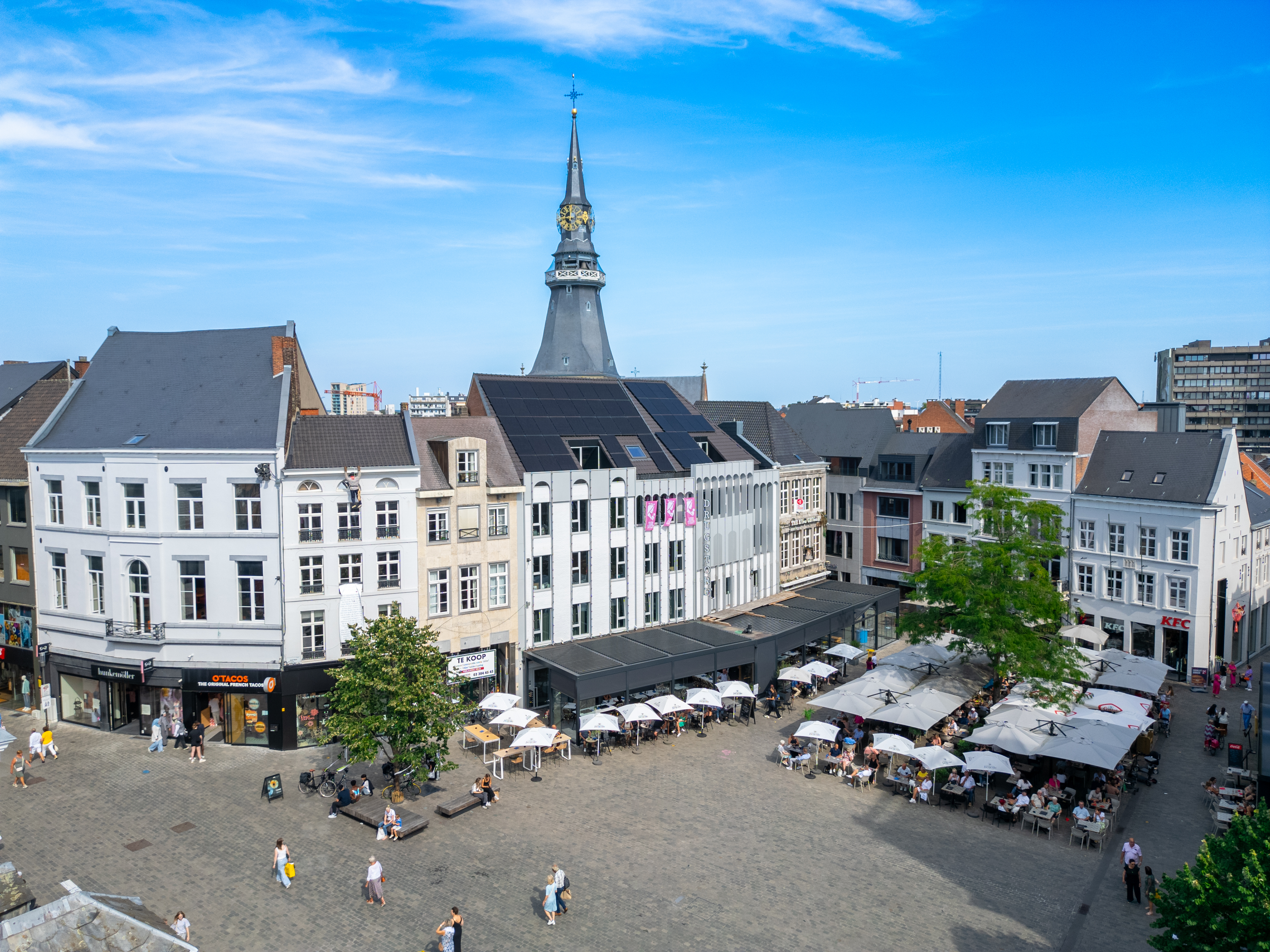
Grote markt met de Sint-Quintinuskathedraal op de achtergrond

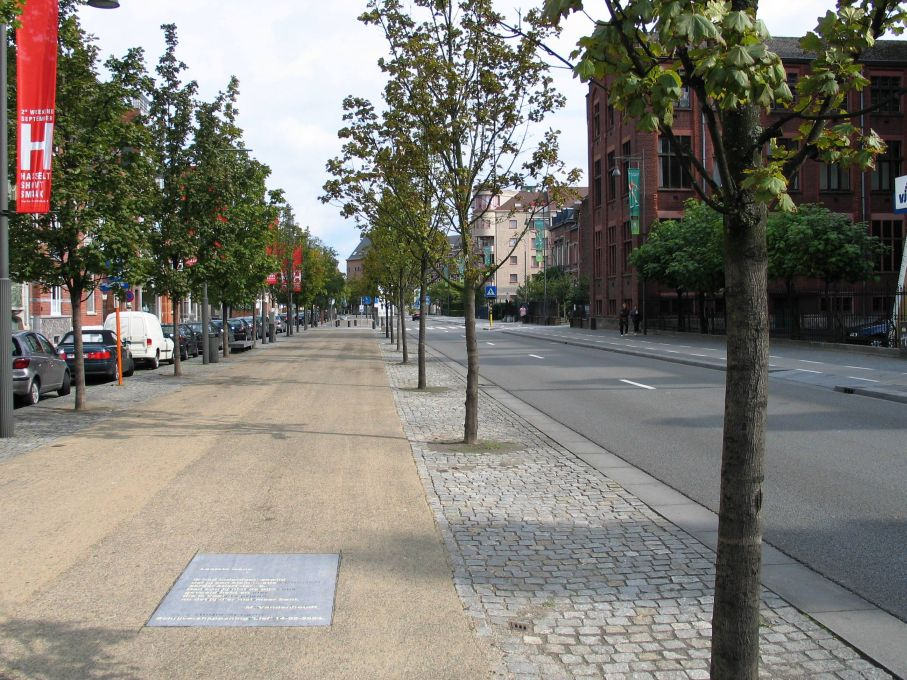
Groene boulevard als kleine ring rond de stadskern (26 sep 2004)

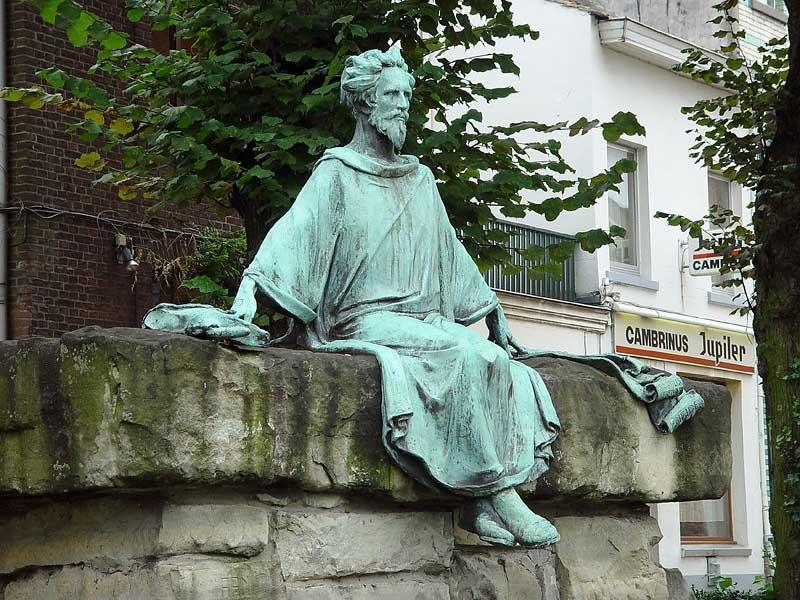
Hendrik van Veldeke

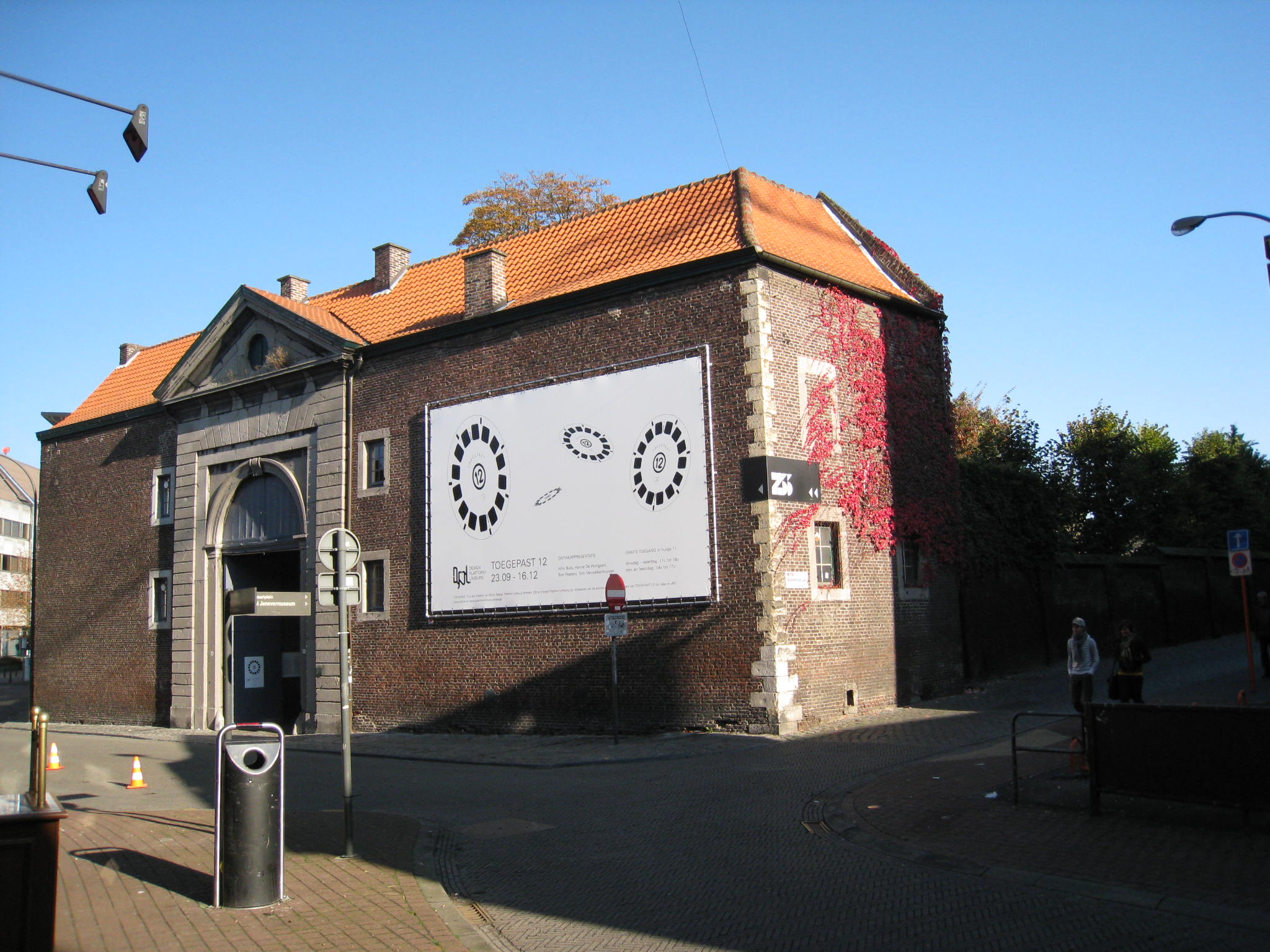
Poortgebouw begijnhof Hasselt, 2007

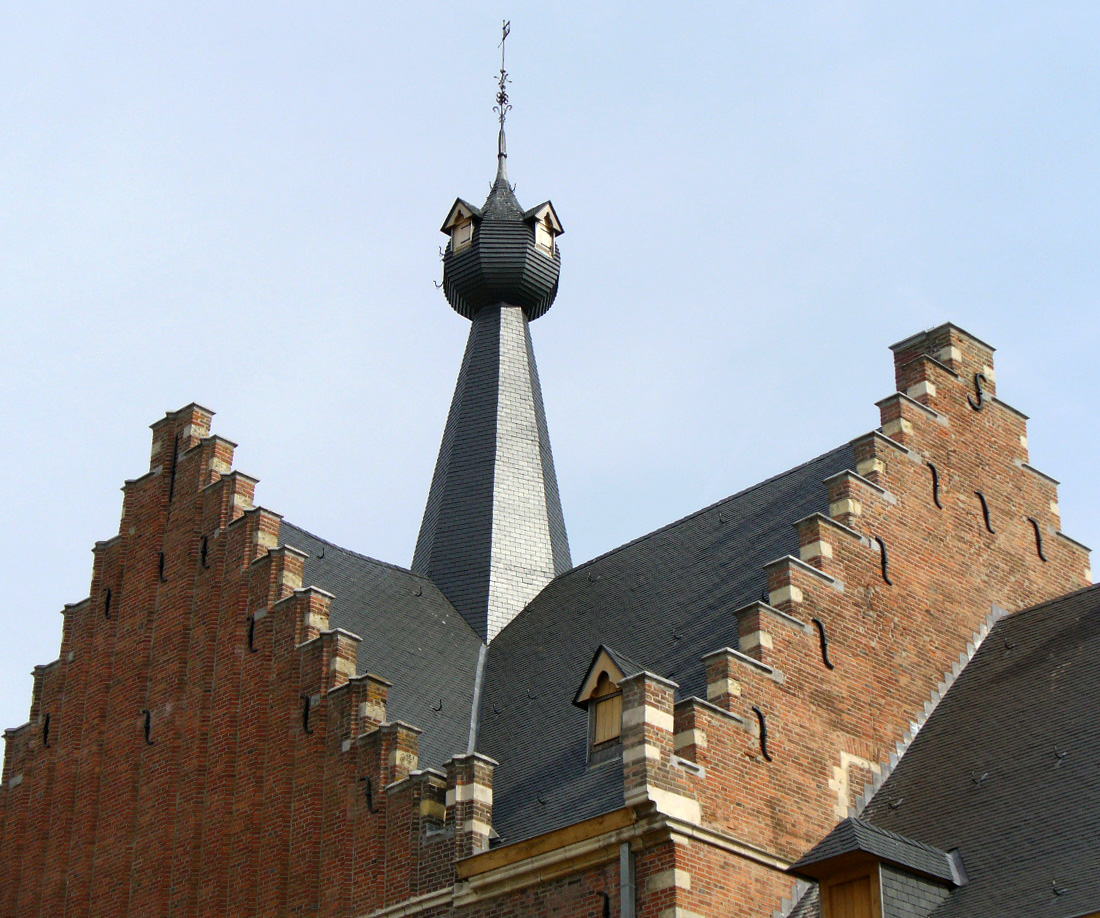
Poortgebouw Abdij van Herkenrode

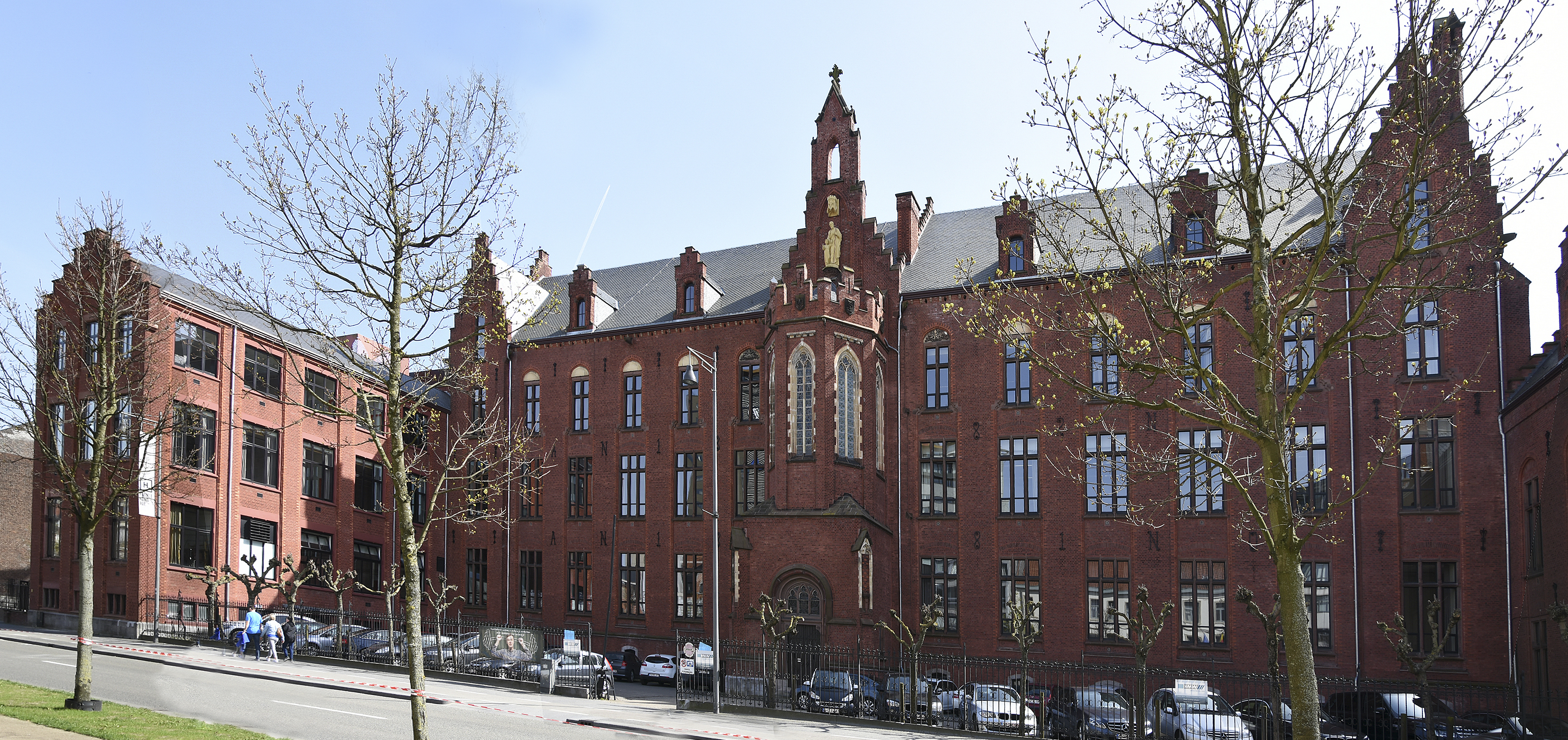
Virga Jessecollege

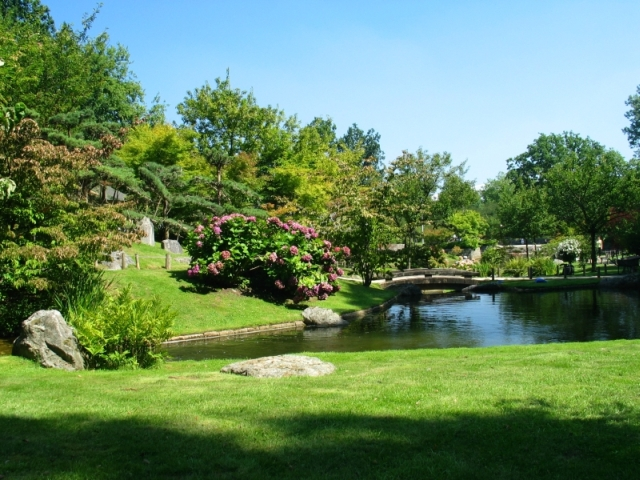
de Japanse tuin in Hasselt

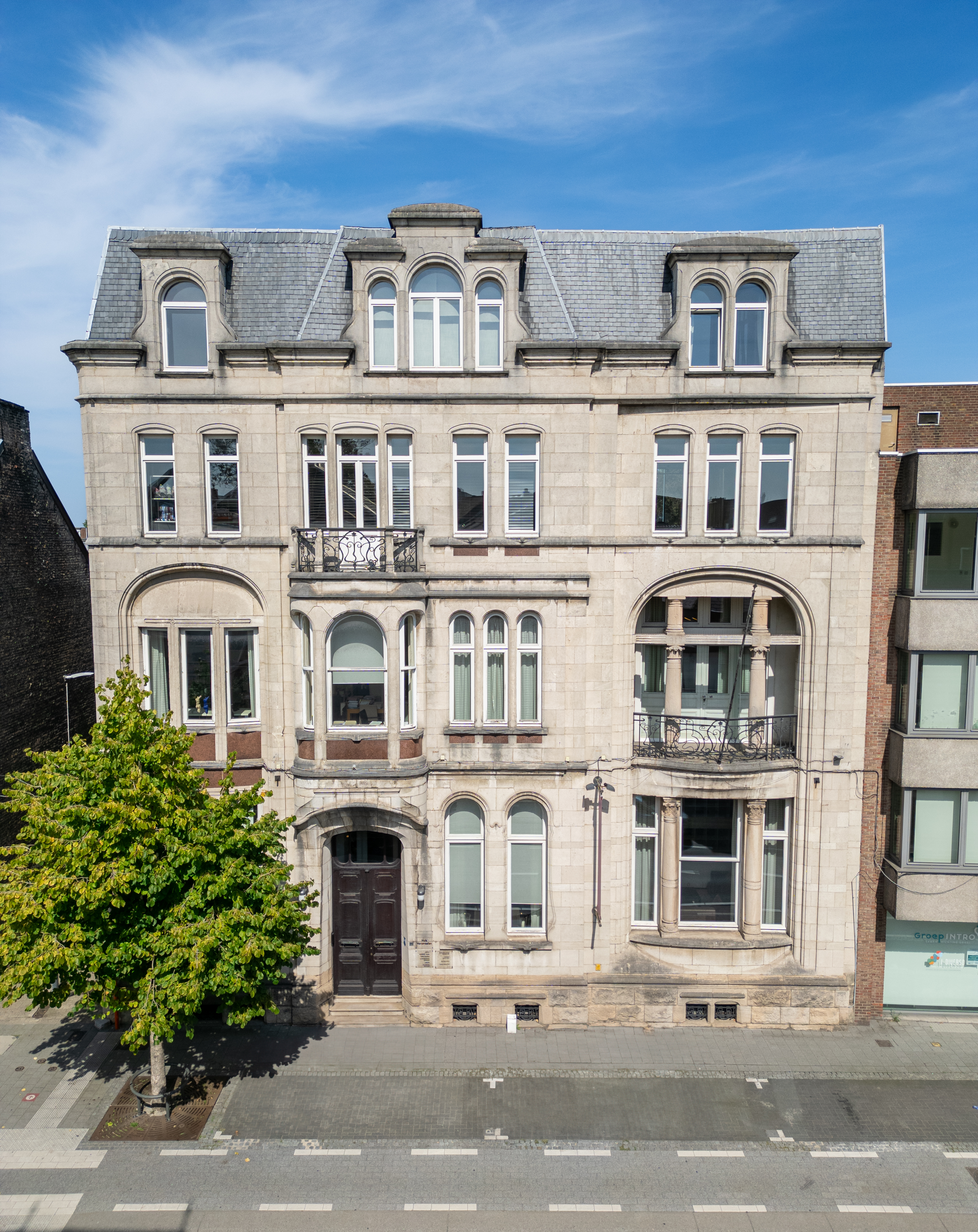
Het art-nouveauhuis 'Huis Van Straelen'

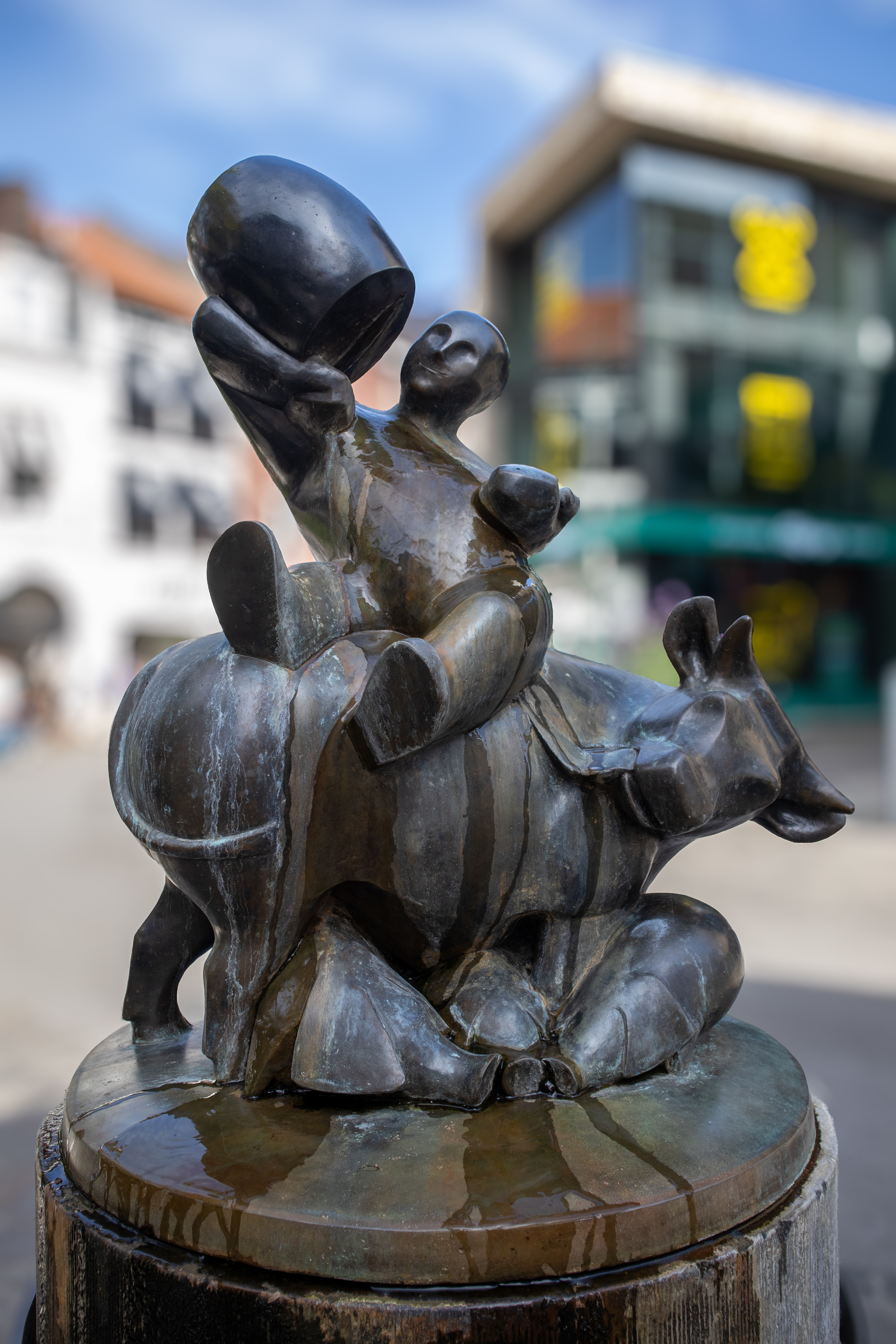
Het Borrelmanneke

Hasselt is de hoofdplaats van het bisdom Hasselt, dat de gehele provincie Limburg beslaat: hoofdkerk is de Sint-Quintinuskathedraal. Daarnaast bestaat Hasselt uit een dertigtal parochies.
In de deelgemeente Hasselt vindt men de volgende bedehuizen:
- Binnen de oude stadsomwalling:
  - Sint-Quintinuskathedraal
  - Virga Jessebasiliek
  - Sint-Rochuskerk
  - Protestantse kerk, Kuringersteenweg 81
- Stadswijken
  - Onze-Lieve-Vrouw van Banneuxkerk
  - Sint-Catharinakerk
  - Heilig Hartkerk
  - Sint-Martinuskerk
  - Badr Moskee, Marokkaanse moskee
- Tot de stad behorende voormalige gehuchten
  - Onze-Lieve-Vrouw Bezoekingkerk te Godsheide
  - Sint-Lambertuskerk te Kiewit
  - Aya Sofyamoskee, Turkse moskee te Kiewit
  - Sint-Jozefskerk te Rapertingen
  - Sint-Hubertuskerk te Runkst
  - Heilig Kruiskerk te Runkst
  - Sint-Christoffelkerk te Runkst

In de deelgemeente Hasselt bevonden of bevinden zich de volgende kloosters:
- Minderbroedersklooster met Sint-Rochuskerk, (1634-1797 en 1846-heden)
- Augustijnenklooster, (1236-1797)
- Clarissenklooster (Hasselt) (1899-2004)
- Les Dames de l'Instruction Chrétienne, (1840-1867), daarna Ursulinenklooster en -school
- Zusters Kindsheid Jesu, (1840-heden)
- Begijnhof Hasselt (1245-1567 en 1571-1886)
- Witte Nonnen (franciscanessen) (1430-1797)
- Grauwzustersklooster (grauwzusters-franciscanessen)
- Broeders van Liefde (vanaf 1896)
- Broeders van de Onbevlekte Ontvangenis van Maria (1847-1896)
- Kruisheren (1962-2012), zie Heilig Kruiskerk
- Bezinningscentrum Godsheide te Godsheide (1968-2008) van de paters jezuïeten.

De volgende veldkapellen zijn van belang:
- Voddenkapelletje
- Kapel van Hilst

## Bezienswaardigheden

### Kerkelijke gebouwen
Zie onder hoofding Religie.

### Burgerlijke gebouwen, woonhuizen en dergelijke
Van de woonhuizen worden hier slechts de als monument geklasseerde panden genoemd.
- Aan de Maastrichterstraat
  - Refugehuis van de Abdij van Herkenrode, aan Maastrichterstraat 100, eveneens het oudste burgerlijke gebouw van de stad (1542-1544) en een tijdlang deel van Herkenrodekazerne van het 11e Linieregiment dat gedurende 130 jaar hier zijn thuisbasis had tot het in 1956 werd opgeheven.
  - Waerdenhof, aan Maastrichterstraat 85, uit 1675
  - Huis De Pasteye, aan Maastrichterstraat 65, uit 1687 met oudere houtbouw
  - Huis De Reyger, aan Maastrichterstraat 96, uit 1782
  - Hotel de Corswarem, aan Maastrichterstraat 63, uit 1860
  - De Valck, aan Maastrichterstraat 1-3
- Grote Markt met de huizen:
  - De Draeck en De Sleutel, aan Grote Markt 1
  - De Voetboge Camer, aan Grote Markt 2
  - Het Sweert, aan Grote Markt 3
  - De Koning van Polen, aan Grote Markt 11
  - De Drij Pistolen, aan Grote Markt 15
- Vergaderhuis van het Literair Genootschap, Koning Albertstraat 1
- Kapelstraat
  - Den Crans, aan Kapelstraat 1
  - Den Turck, aan Kapelstraat 3
  - De Gulden Beurse, aan Kapelstraat 5
  - De Groote Pellicaen, aan Kapelstraat 43
  - De Arent, aan Kapelstraat 49
  - Het Lombardenhuys (Kapelstraat), aan Kapelstraat 51
  - De Wijzer, aan Kapelstraat 57
- Aldestraat
  - Huis Heusden, aan Aldestraat 44
  - Het Lombardenhuys (Aldestraat), aan Aldestraat 53
- De Drij Dragonders, aan Botermarkt 28
- Huis Cornu, aan Diesterstraat 20
- Woonhuis Louis Willems, aan Dokter Willemsstraat 28
- Havermarkt, met:
  - Het Leerske, aan Havermarkt 4
  - Handelsrechtbank, aan Havermarkt 8
  - De Gulden Sadel, aan Havermarkt 12
  - Den Cleynen Eenhoeren, aan Havermarkt 22
  - De Gulden Put, aan Havermarkt 21 en 23
  - De Cat, aan Havermarkt 27
- Het Hemelrijk, aan Hemelrijk 13
- De Helm, aan Hoogstraat 1
- De Roos, aan Hoogstraat 2
- De Molensteen, aan Hoogstraat 26
- Huis Van Straelen, een woonhuis in art-nouveaustijl aan Koningin Astridlaan 35
- De Brabantsche Huyck, aan Raamstraat 3
- Huis De Roode Poort, aan Schrijnwerkersstraat 7
- Huis De Abraham, aan Schrijnwerkersstraat 9-11
- Het Zonneke, aan Walputstraat 21
- Het Oud Stadhuis, aan het Groenplein
- Het nieuwe Gerechtsgebouw bij het station
- Site Obbe Beek (Op de Beek) met vanaf augustus 2018 het nieuwe stadskantoor genoemd 't Scheep en de gerenoveerde vroegere rijkswachtkazerne (genoemd Kezerreme) op de hoek van de Guffenslaan en de Sint-Jozefsstraat voorzien van een muurschildering van de Britse kunstenares Lucy McLauchlan
- Voormalig provincieraadsgebouw, Lombaardstraat 19-23, met glasramen van Roger Daniëls

### Parken
- Japanse Tuin, die tevens de grootste van heel Europa is.
- Natuurdomein Kiewit
- Kapermolenpark
- Stadspark Hasselt, aan het Cultuurcentrum
- Oud Kerkhof

### Musea
- Jenevermuseum (vroeger: Nationaal Jenevermuseum)
- Het Stadsmus (vroeger: Stedelijk Museum Stellingwerff-Waerdenhof)
- Modemuseum Hasselt
- Villa Verbeelding (dat is het vroegere Literair Museum)
- Museum van het Heilig Paterke met voorwerpen uit het ouderlijke huis van de zalige pater Valentinus
- Stedelijk Beiaardmuseum in de toren van de Sint-Quintinuskathedraal

### Beelden, monumenten en dergelijke
- Monument voor Leopold II, op het Kolonel Dusartplein, ingehuldigd in 1953.
- Provinciaal gedenkteken voor Limburgers gestorven voor het Vaderland, op het Kolonel Dusartplein, 1920.
- Beeld van Arnold IV van Loon, op de Fruitmarkt, door Marc Cox, 1993.
- Standbeeld van dokter Louis Willems, aan de Witte Nonnenstraat, door Luc Steegen.
- Standbeeld van Adrien de Gerlache, aan Godfried Guffenslaan, uit 1998.
- Monument van de Boerenkrijg, aan het Leopoldplein, uit 1898, door François De Vriendt en Albert Baggen. Stond oorspronkelijk aan de Luikerpoort, maar werd in 1968 verplaatst naar de huidige locatie.
- Monument Oorlogsvrijwilligers Hasselt op het Vrijwilligersplein door E. Droogmans, 1961.
- Monument voor Hendrik van Veldeke, aan de Thonissenlaan, door Halemans, uit 1928.
- Borstbeeld van Lod. Lavki, in Stadspark Hasselt, door Raf Mailleux, uit 1979.
- Beeld van Louis Roppe, in Stadspark Hasselt, door Idel Ianchelevici.
- Monument voor Armand Preud'homme, door Jan Van den Brande, voor het Cultuurcentrum, uit 1981.
- Borrelmanneke, op hoek Maastrichterstraat en Sint-Jozefstraat. Het symboliseert de jeneverindustrie. Ontwerper is Lou Boonman. Het beeldje stamt uit 1981.
- Solo orto memorial (na zonsopgang), op de Fruitmarkt, uit 1992, geschonken door de ondernemers.
- De Langeman, op het pleintje voor de Virga-Jessebasiliek, een bronzen beeld, door Robert Vandereycken, uit 1982, naar de Hasseltse reus.
- Paardenkracht, bronzen beeldengroep door Louis Desmarets, uit 2000, op de hoek van het Leopoldplein en de Koning Albertstraat.
- Man met hond, aan de Thonissenlaan, door José Vermeersch, uit 1996.
- Vrouw in de zon, in Stadspark Hasselt, door George Grard, uit 1983.
- De Cyclisten, door Bronislaw Chromy, in het Stadspark Hasselt, uit 1993.
- Poort van Gedachten, van marmerblokken, door Gugliem Vecchietti Massacci, nabij de Academie voor Beeldende Kunsten, uit 1986.
- Mensen, door Willy Ceysens, op hoek Kunstlaan en Guffenslaan, uit 1980.
- Ode aan de meisjes van Philips, door Irene Judong, op het Leopoldplein.

### Kunst en cultuur
- Kunstencentrum Z33 in het historische Hasseltse Begijnhof
- Muziekodroom
- De Nieuwe Zaal, theaterzaal van Het Nieuwstedelijk
- Kunstencentrum BELGIE
- Cultuurcentrum Hasselt, afgekort CCHa

### Stripverhaalroute
Na de stripmurenroute in Brussel en Antwerpen besloot men in 1996 om ook in Hasselt muren met grote afbeeldingen van Belgische stripfiguren te maken.
Er zijn muurschilderingen gemaakt van de stripreeksen Nero, Jommeke, De Kiekeboes, Urbanus, Suske en Wiske, Samson en Gert, Sammy, De Rode Ridder, Bakelandt. In de muurschilderingen werden typische Hasseltse thema's verwerkt. Intussen (2014) zijn alle stripmuren verwijderd bij het uitvoeren van verbouwingswerken.

## Natuur en landschap
Hasselt ligt op de grens tussen de Kempen ten noorden van de stad en Vochtig-Haspengouw ten zuiden. Die grens wordt gevormd door de Demer, de belangrijkste waterloop die iets ten noorden van de stadskern in noordwestelijke richting stroomt. De hoogte boven de zeespiegel stijgt op het grondgebied van 24 meter tot 65 meter.
Vanaf 1854 kreeg Hasselt, door het graven van de Kanaalkom, een verbinding met Antwerpen. Veel later (1930-1946) kwam het Albertkanaal tot stand.
Een viertal parken en een oude begraafplaats vormen de groene longen in de stad.

## Cultuur

### Bijnamen
Hasselaren stonden bekend onder verschillende bijnamen in het verleden. Waaronder ossenkoppen, likkebaarden, vinstermikken, koeketers en dikke nekken.
De bijnaam ossenkoppen is waarschijnlijk ontstaan in het midden van de 19e eeuw toen Hasselt veel jeneverstokerijen en een enorme bloei kende. Het graan dat uitgegist was in de jeneverstokerijen werd gevoerd aan de ossen en varkens, omdat dit graan bijzonder eiwitrijk was. De brouwers verdienden hierdoor soms meer aan het ossenvlees dan aan de jenever. Ook de meest voorkomende tonnenmaat waarin de jenever door de brouwer geleverd werd aan cafés en drankhuizen werd wijniox of ossenkop genoemd. Het standbeeld van het Borrelmanneke in de Hasseltse Maastrichterstraat verwijst hiernaar door bovenop een os te zitten en van een ossenkop te drinken. Sommige verenigingen en een lokaal café zijn hiernaar vernoemd.
Volgens een gedicht in een woordenboek uit de archieven van de stad Hasselt is de bijnaam likkebaarden of lekkebaarden waarschijnlijk ontstaan vanuit folklore. In het gedicht wordt een waarschijnlijk fictief verhaal verteld waarbij op de grote kerk in Hasselt gras begon te groeien. Het stadsbestuur deed hieraan niets, waarop iemand van de kerkraad het idee kreeg om een os op het dak te zetten. Zogezegd werd een os met een koord om de nek via een katrol omhoog gehesen. Toen het koord gespannen stond, kwam de tong van de os uit zijn mond hangen waarop een schepen van de stad zei "Hij likkebaardt al, het zal een goeie zijn".

Een honderdtal jaar geleden moet de bijnaam vinstermikken ontstaan zijn. Ze is afkomstig van de woorden mik, wat vroeger een wit luxebrood was, en vinster, Limburgs voor venster. Het brood werd vaak gebakken door welvarende families, die het brood direct voor de venster legden om het af te laten koelen. Maar ook om aan te tonen aan voorbijgangers dat zij de middelen hadden om zo een brood te bakken.

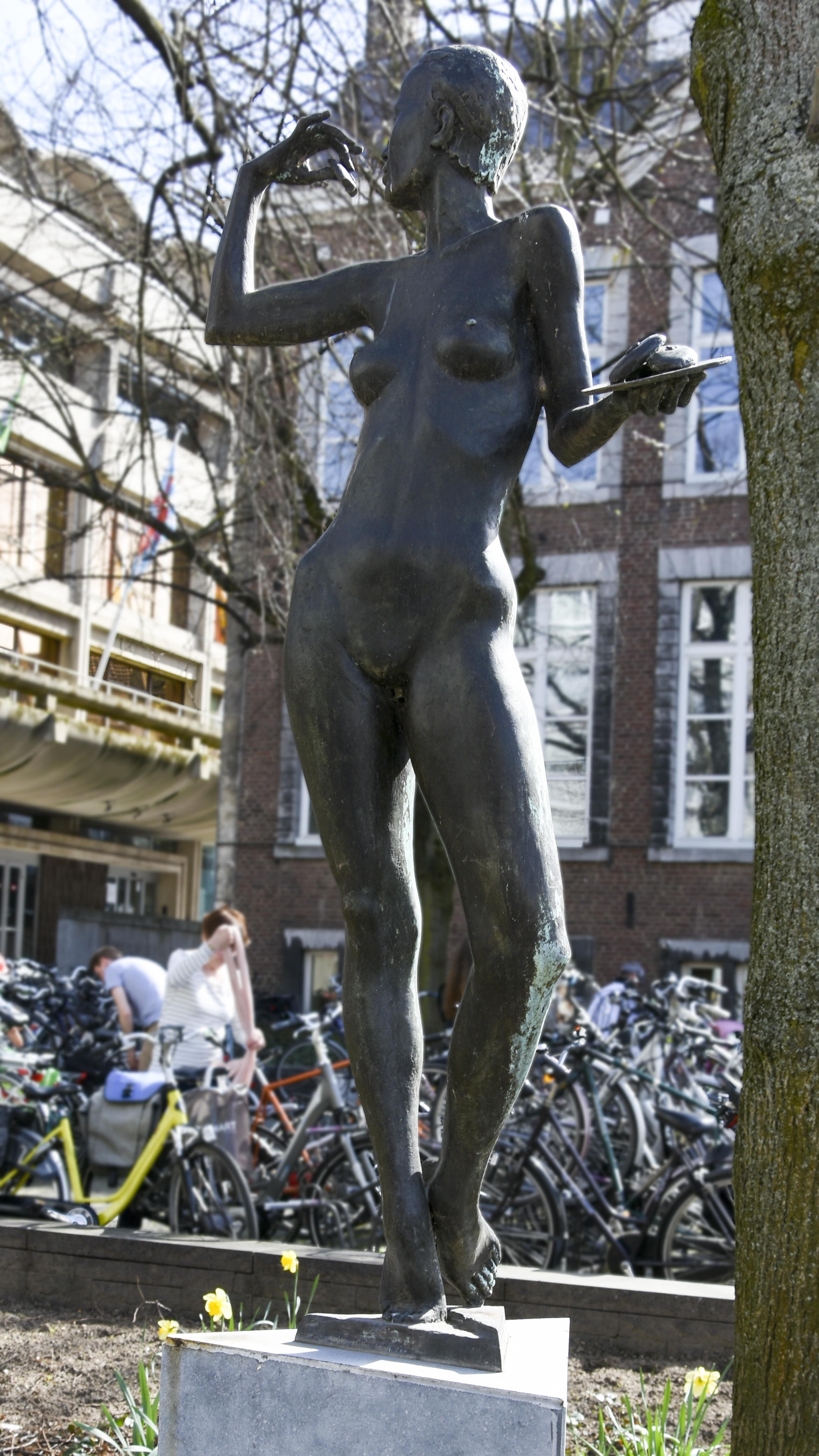
t Spikklââsvreuke van Gerard Moonen

Sinds het begin van de 19e eeuw wordt er in Hasselt speculaas gebakken. Deze Hasseltse speculaas met een eigen kruidenmengsels zorgde voor de bijnaam Koeketers.
De meest bekende bijnaam in Hasselt en Limburgse gemeenten is dikke nekken. Deze bijnaam kregen de Hasselaren een honderdtal jaar geleden vanwege het grote verschil in vermogen tussen het Limburgse platteland en de stad. Mensen die in de stad woonden hadden het beter en waanden zich meer werd toen gezegd, omdat ze niet op het land moesten werken.

### Dialect
Het stadsdialect van Hasselt, het Hasselts, behoort taalkundig tot het West-Limburgs.

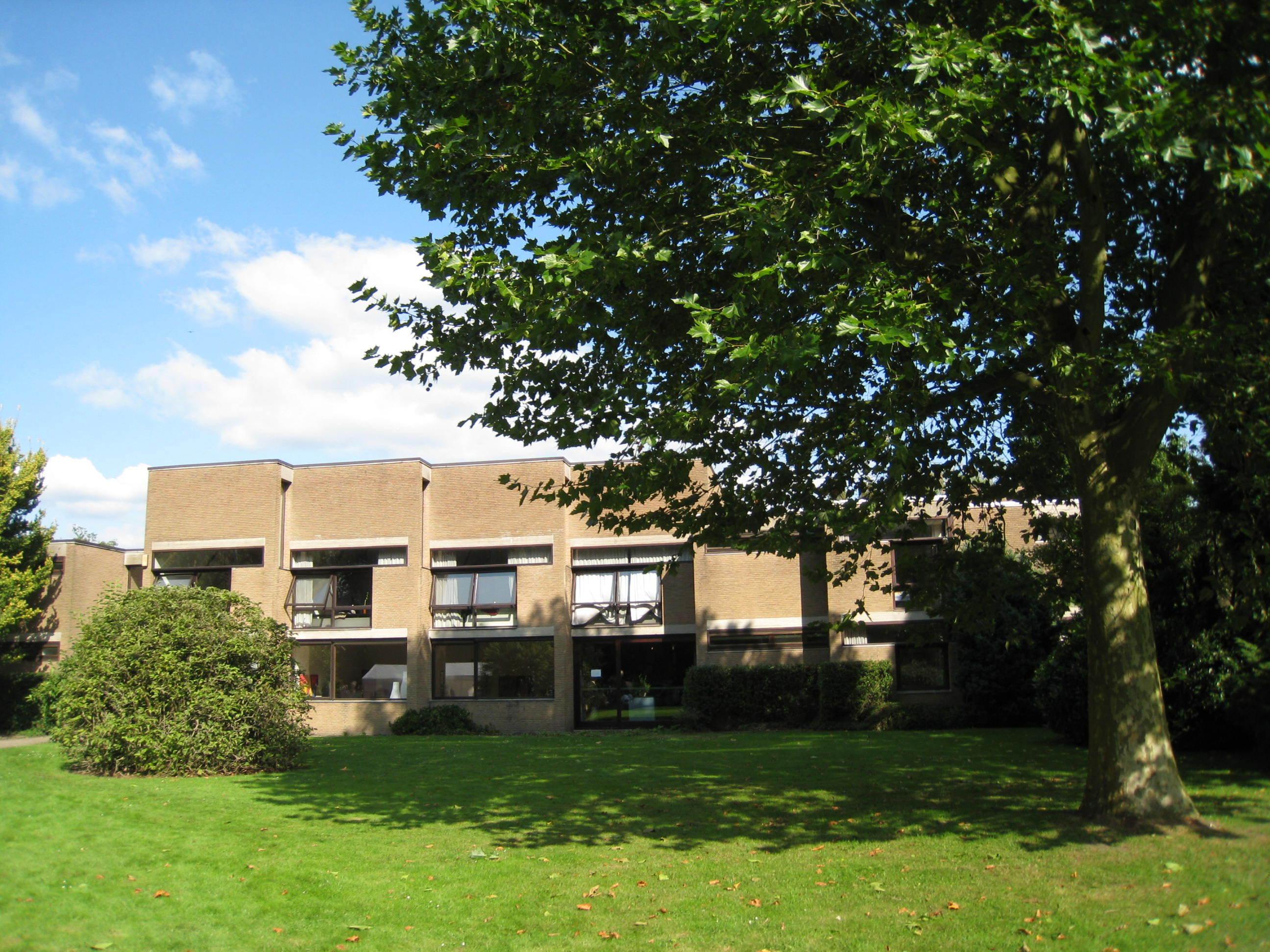
Bezinningscentrum Godsheide, Hasselt, 1968

### Evenementen
- In september vindt in Hasselt de jaarlijkse kermis plaats. Traditioneel wordt deze geopend met een vuurwerk. Deze jaarlijkse kermis begint altijd op de zaterdag na 17 september, het feest van de Heilige Lambertus.
- De Zevenjaarlijkse Virga Jessefeesten (47e editie in augustus 2024)
- Pukkelpop
- Rimpelrock (laatste editie was in 2013)
- I Love The 90's
- Jeneverfeesten (oktober)
- Het Schlagerfestival
- Play! Festival Hasselt
- Hasselt Studenten Regatta
- Theater op de markt
- Live in Hasselt
- Hasseltse Wijnbeurs
- Meiboomplanting op de vooravond van 1 mei
- In 2005 werd in Hasselt het Junior Eurovisiesongfestival gehouden.
- Sinds 2005 vindt er in Hasselt een Triënnale voor beeldende kunst, mode en design plaats. De triënnale onderzoekt de cross-overs tussen beeldende kunst, mode en design. Een vijftigtal regionale, nationale en internationale kunstenaars en ontwerpers tonen hoe ze de brug naar andere disciplines slaan, partnerschappen aangaan en met hun werk duidelijk op zoek zijn naar een sociale impact. De triënnale bestaat uit tentoonstellingen en manifestaties in onder andere het Kunstencentrum Z33, het Cultuurcentrum, het Modemuseum Hasselt, het Nationaal Jenevermuseum Hasselt, het PHIKO en op straten en pleinen. Na de eerste editie Super! in 2005, werd SuperStories in 2009 en SuperBodies in 2012 georganiseerd.
- De Culinaire Ring tijdens Autoloze Zondag

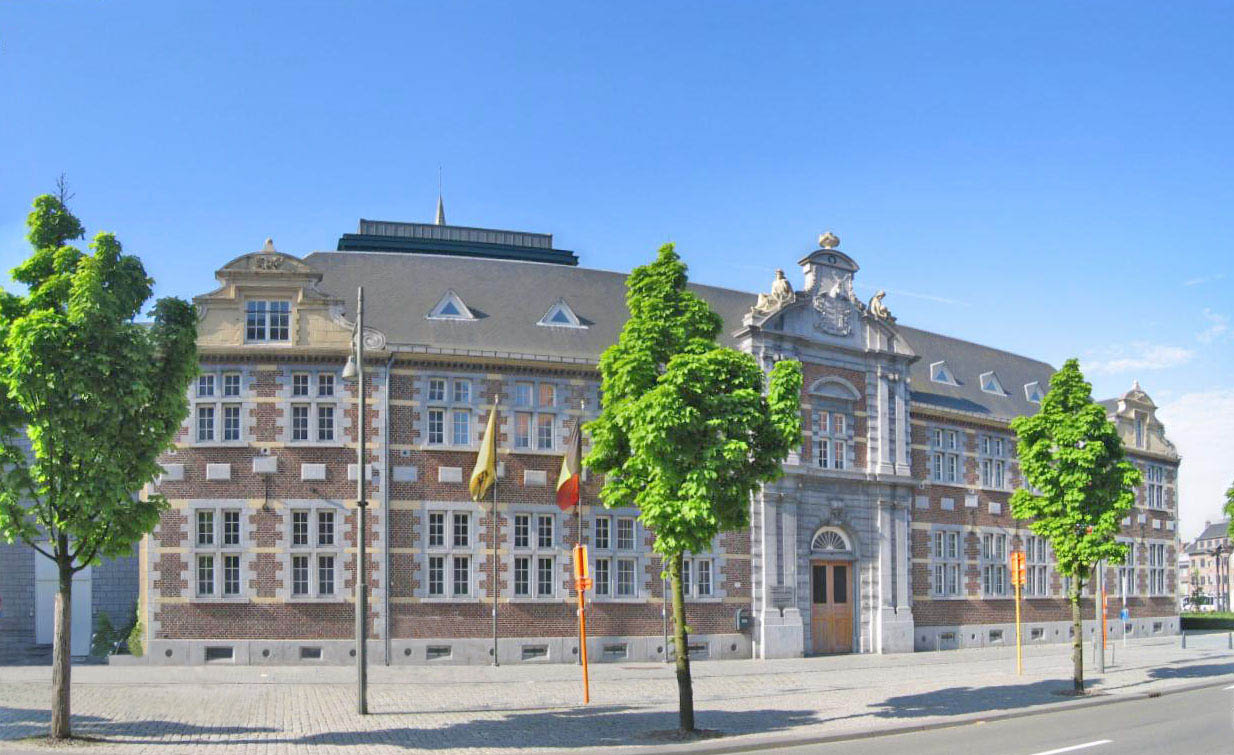
Oud Gasthuis aan de Kempische Poort

### Recreatie

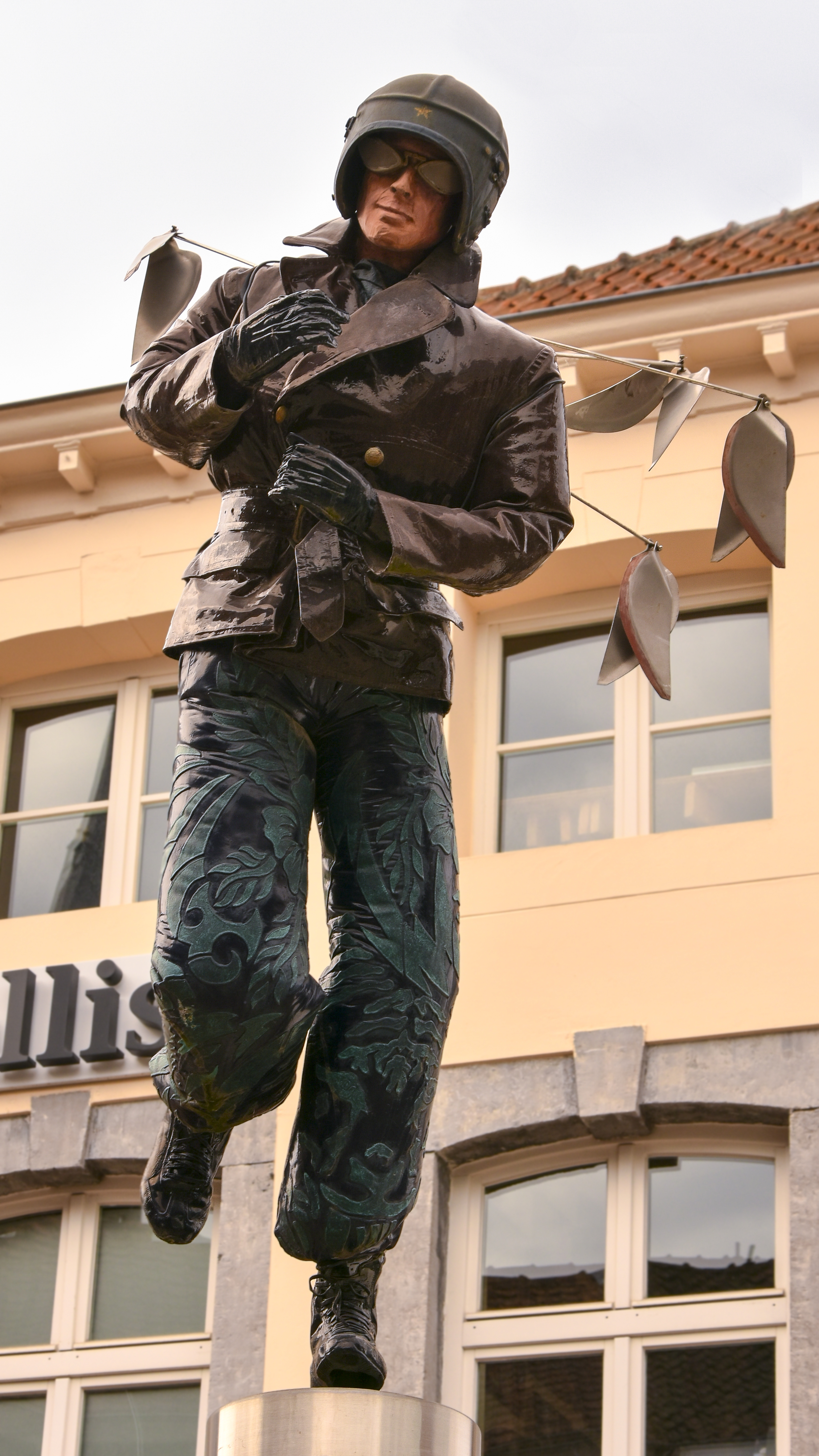
Batopillo van Panamarenko

Op de Grote Markt zijn er talrijke cafés, restaurants en tavernes, evenals in de rest van de stad. De Demerstraat en de Koning-Albertstraat zijn de belangrijkste winkelstraten. Zowel in de Kapelstraat als in de Hoogstraat, zijstraten van deze winkelas, bevinden zich over het algemeen de duurdere winkels.
Met Park H (voorheen Grenslandhallen) beschikt de stad over een accommodatie voor nationale en internationale sport-, cultuur- of muziekevenementen, congressen en beurzen. Verder is er het congrestheater dat dient voor congressen, seminaries en theaterproducties of kleinere concerten. In 2004 is de Ethias Arena (nu Trixxo Arena) aangebouwd. Deze grote hal voldoet aan de Olympische normen. De maximumcapaciteit bedraagt meer dan 21.000 staanplaatsen en meer dan 16.000 zitplaatsen. De Trixxo Arena dient voor grote concerten, sportevenementen of als uitbreiding voor beurzen. Samen met de Trixxo Arena is er een artiestendorp gebouwd en een studio/fuifbunker. Deze wordt gebruikt voor fuiven en als aanvulling voor de Trixxo Arena of als opnamestudio. Centraal in Park H bevindt zich een restaurant. Naast Park H ligt Plopsa Indoor Hasselt, een overdekt themapark, open sinds einde 2005.
Voor film is er de keuze tussen het filmcomplex Kinepolis of "Zebracinema", een project van de provincie Limburg in het begijnhof, voor de betere film. Uitgaansmogelijkheden zijn er met de talloze clubs en cafeetjes. In Hasselt stond tot 2012 de grootste discotheek van België, de Versuz. Deze lag aan de jachthaven van het Albertkanaal en is in 2013 verplaatst naar de achterkant van het domein van Park H.
De stad maakte vanaf het tijdperk van Steve Stevaert reclame met de slogan "Hoofdstad van de Smaak" ter promotie van de horecazaken en winkels. Vanaf 2017 veranderde het Hasselts logo en de slogan in Hasselt heeft het.

## Mobiliteit
Hasselt ligt op een knooppunt van verkeerswegen en spoorlijnen.

### Autoverkeer
De belangrijkste verkeersader is de autosnelweg E313 Luik-Hasselt-Antwerpen. Verder is Hasselt omsloten door twee concentrisch gevormde ringwegen. De Grote Ring (ongeveer 10 km) die het verkeer uit de bebouwde kom van de stad moet houden en de Kleine Ring (ongeveer 2,5 km), ook wel Groene Boulevard genoemd, die het verkeer uit het centrum van de stad moet houden. Het centrum is dan ook nagenoeg autovrij. Verder zijn er belangrijke verkeersassen richting Tongeren, Sint-Truiden, Genk, Diest, Maastricht en Eindhoven.

### Openbaar vervoer
Hasselt is een kruispunt van spoorwegen naar Luik, Genk, Antwerpen en Brussel. Vlak bij het centrum, juist buiten de binnenring, ligt het station. Het station van Hasselt is een intercitystation met rechtstreekse verbindingen naar onder andere Luik en Brussel. Vanaf het station vertrekken ook alle lokale bussen, en de internationale bussen van Flixbus. De stadslijnen (H-lijnen) waren vanaf 1997 voor iedereen gratis. De andere lijnen waren voorheen gratis op het grondgebied van Hasselt voor de inwoners van de stad. In april 2013 werd echter door het schepencollege besloten om de subsidies voor de gratis bussen om budgettaire redenen stop te zetten. Op 1 januari 2014 kwam na 16 jaar een einde aan het volledig gratis busvervoer. Vanaf die datum kunnen enkel nog jongeren onder de negentien jaar en 65-plussers gratis met de bus reizen.
In februari 2007 is het plan gelanceerd voor de bouw van een lightrailverbinding tussen Hasselt en Maastricht.

### Vroegere tramnet
Op 1 september 1899 werd de eerste buurtspoorweglijn, Leopoldsburg - Hasselt - Borgloon geopend. Op 1 juli 1900 werd de lijn Hasselt - Herk-de-Stad geopend. De buurtspoorwegen besloten de drie lijnen rond Hasselt te elektrificeren voor een stadstramnet. De buurtspoorweglijnen werden geëlektrificeerd tot de omliggende dorpen Zonhoven, Kuringen en de halte Trekschuren in Rapertingen. Om de nieuwe mijnen te ontsluiten werd op 20 september 1936 een nieuwe elektrische tramlijn geopend van Hasselt naar Genk met een grote lus langs Waterschei en Winterslag. De lus werd in beide richtingen bereden. Nog tijdens de oorlog, op 1 februari 1944, werd de elektrische tramdienst doorgetrokken tot Houthalen (mijnen). (lijn geopend op 20-10-1941) De elektrische tram bereikte uiteindelijk op 19 augustus 1952 Heusden (Cité). Al bij de inval van de Duitsers, op 10 mei 1940, waren de elektrische trams naar Kuringen en Trekschuren opgeheven. De hele elektrische tramlijn naar Heusden (Cité) werd al op 21 mei 1955 opgeheven, drie jaar na de elektrificatie. De overblijvende tramlijn naar Genk, Waterschei en Winterslag werd op 31 januari 1958 opgeheven, waarna het tramtijdperk definitief voorbij was. Alle overblijvende regionale motortram diensten vanuit Hasselt waren al lang opgeheven.

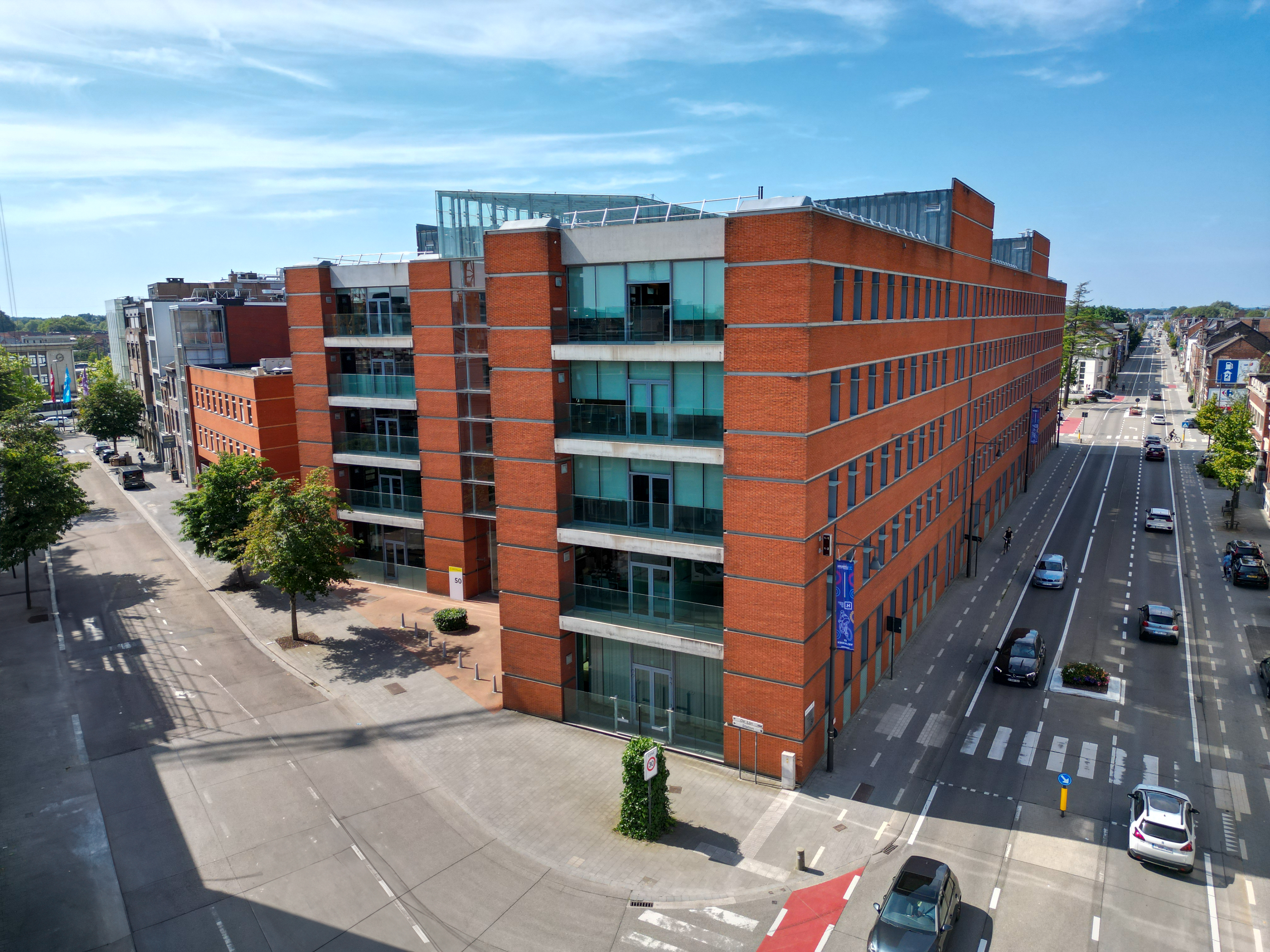
Hendrik van Veldekegebouw

Vlak bij het spoorwegstation was er een grote tramstelplaats en werkplaats waar trams werden gebouwd. Dit is nu een busstelplaats van De Lijn.

### Vliegverkeer
Sportvliegtuigen kunnen gebruikmaken van het Hasseltse vliegveld Kiewit.

## Economie
Met 3.000 werknemers is het Jessa Ziekenhuis in Hasselt de grootste werkgever van de stad, met twee zorgcampussen en een logistieke campus. Cegeka Group, een Europese leverancier van IT-oplossingen, diensten en advies is ook een van de grootste werkgevers van de stad, met een omzet van 744 miljoen euro. De stad biedt ook een ecosysteem voor start-ups, scale-ups en grote bedrijven via de Corda Campus, omringd door overheidsorganisaties en onderzoeksinstellingen. In 2022 werkten er ongeveer 5.000 mensen in 250 bedrijven op een site van 14 hectare, waar voorheen Philips gevestigd was.
Hasselt maakt deel uit van het Economisch Netwerk Albertkanaal.

### Uitvindingen
De compacte cassette en cassetterecorder werden in 1963 uitgevonden door een team van Belgische en Nederlandse ingenieurs, onder leiding van Lou Ottens, op de Philips-vestiging in Hasselt. In 1983 ontwikkelde een team van ingenieurs een van de eerste apparaten voor compact discs (cd's) op de Philips-vestiging in Hasselt.

## Onderwijs

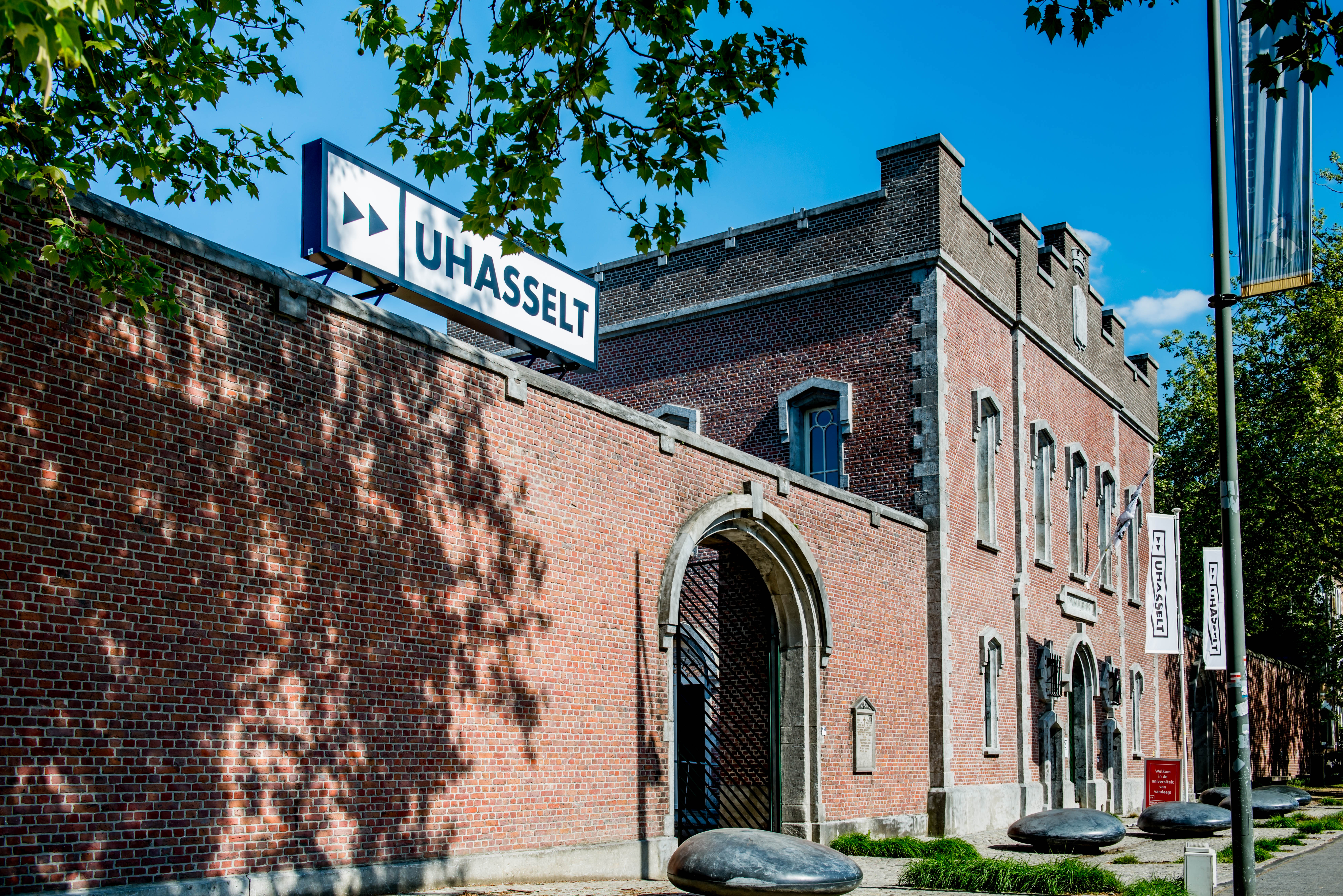
De voormalige gevangenis van Hasselt en de huidige faculteit rechten van de UHasselt sinds 2012.

Hasselt telt twee hogescholen: PXL en UCLL. Deze bieden onder meer opleidingen in de gezondheidszorg, sociaalagogisch werk, kunst, handelswetenschappen en lerarenopleidingen aan. Daarnaast is er ook de Universiteit Hasselt, met campussen in Hasselt en Diepenbeek. De Universiteit Hasselt werkt samen met de Universiteit van Maastricht, onder meer in de transnationale Universiteit Limburg (tUL), Doctoral School for Medicine & Life Sciences, met de Technische Universiteit Eindhoven en met de KU Leuven.
In Hasselt volgen meer dan 22.000 studenten een opleiding aan een van de hogescholen of de universiteit.
Het secundair onderwijs in Hasselt trekt leerlingen aan van de omgeving met het aanbod aan studierichtingen en het beschikbare openbaar vervoer. Het stadsbestuur vroeg in 2010 de scholen om de aanvangsuren van de lessen te spreiden, een poging om de ochtendfiles te beheersen. Sommige studierichtingen o.m. in het kunstsecundair onderwijs worden in Vlaanderen enkel in Hasselt aangeboden. Enkele scholen in Hasselt zijn het Instituut Mariaburcht, Virga Jessecollege, Kindsheid Jesu, het Atheneum Plus, de Methodeschool Van Veldeke, de Hotelschool KTA3, de Topsportscholen MS3 en KA2, Level X, Provinciale Handelsschool, Provinciale Kunsthumaniora PIKOH, Provinciaal Instituut voor verpleegkunde PIVH en het Technisch Instituut Heilig Hart.
De Provinciale Kunsthumaniora is beter bekend als PIKOH of PHIKO. De Provinciale Kunsthumaniora Hasselt is de grootste homogene secundaire kunstschool in Vlaanderen.

## Sport

### Verenigingen
- Hasselt herbergt sportclubs en fitnessruimten, verscheidene sportcentra en een overdekte schaatsbaan, het Bloso-centrum De Schaverdijn. Voor de jongeren is er de mogelijkheid tot skaten in een overdekt skatepark. Grenzend aan de site van Park H bevindt zich een golfterrein, Flanders Nippon Golf.
- Tafeltennisclub TTV Hasselt United
- De hoogst spelende voetbalclub uit Hasselt is Sporting Hasselt.

### Evenementen
- De Lotto Zesdaagse

## Politiek
Hasselt is de provinciehoofdstad van de provincie Limburg en het Provinciehuis staat dan ook in Hasselt. Bij het station van Hasselt staat het Hendrik van Veldekegebouw met daarin het Vlaams Administratief Centrum (VAC) van de Vlaamse overheid.

### Structuur
De stad Hasselt ligt in het kieskanton Hasselt (dat hetzelfde is als het provinciedistrict Hasselt), het kiesarrondissement Hasselt-Tongeren-Maaseik en ten slotte de kieskring Limburg.
| Hasselt          | Hasselt          | Supranationaal         | Nationaal                         | Nationaal          | Gemeenschap       | Gewest            | Provincie         | Arrondissement           | Provinciedistrict | Kanton          | Gemeente        |
| ---------------- | ---------------- | ---------------------- | --------------------------------- | ------------------ | ----------------- | ----------------- | ----------------- | ------------------------ | ----------------- | --------------- | --------------- |
| Administratief   | Niveau           | Europese Unie          | België                            | België             | Vlaanderen        | Vlaanderen        | Limburg           | Hasselt                  | Hasselt           | Hasselt         | Hasselt         |
| Administratief   | Bestuur          | Europese Commissie     | Belgische regering                | Belgische regering | Vlaamse regering  | Vlaamse regering  | Deputatie         | Deputatie                | Deputatie         | Deputatie       | Gemeentebestuur |
| Administratief   | Raad             | Europees Parlement     | Kamer van volksvertegenwoordigers | Vlaams Parlement   | Vlaams Parlement  | Vlaams Parlement  | Provincieraad     | Provincieraad            | Provincieraad     | Provincieraad   | Gemeenteraad    |
| Kiesomschrijving | Kiesomschrijving | Nederlands Kiescollege | Kieskring Limburg                 | Kieskring Limburg  | Kieskring Limburg | Kieskring Limburg | Kieskring Limburg | Hasselt-Tongeren-Maaseik | Hasselt           | Hasselt         | Hasselt         |
| Verkiezing       | Verkiezing       | Europese               | Federale                          | Federale           | Vlaamse           | Vlaamse           | Provincieraads-   | Provincieraads-          | Provincieraads-   | Provincieraads- | Gemeenteraads-  |

### Voormalige burgemeesters
Zie Lijst van burgemeesters van Hasselt voor het hoofdartikel over dit onderwerp.
| Tijdspanne | Tijdspanne  | Burgemeester                   |
| ---------- | ----------- | ------------------------------ |
|            | 1796 - 1796 | Arnold Baerts                  |
|            | 1797 - 1797 | Peter Jan Willems              |
|            | 1798 - 1798 | Nicolaas van Gulpen            |
|            | 1798 - 1798 | Peter Jan Willems              |
|            | 1799 - 1799 | Nicolaas van Gulpen            |
|            | 1800 - 1817 | Godfried Renier Cox            |
|            | 1817 - 1822 | Lambert Jacobs                 |
|            | 1822 - 1830 | Robert Gaspar Antoon de Sigers |
|            | 1830 - 1833 | Julien de Cecil (liberaal)     |
|            | 1833 - 1836 | Michel Arnold Bamps (Liberaal) |
|            | 1836 - 1842 | Pieter Jan Willems (Katholiek) |
|            | 1842 - 1865 | Michel Arnold Bamps (LP)       |
|            | 1866 - 1872 | Clement Vanderstraeten (LP)    |
|            | 1872 - 1875 | Armand Roelants (Kath.Partij)  |
|            | 1875 - 1878 | Jules Nagels (Kath. Partij)    |

| Tijdspanne | Tijdspanne   | Burgemeester                                              |
| ---------- | ------------ | --------------------------------------------------------- |
|            | 1878 - 1880  | Gaspar Arnold Bamps (LP)                                  |
|            | 1880 - 1883  | Guillaume Stellingwerff (LP)                              |
|            | 1884 - 1895  | Ernest Goetsbloets (LP)                                   |
|            | 1895 - 1937  | Ferdinand Portmans (Kath.Partij / UCB)                    |
|            | 1937 - 1940  | Jozef Bollen (UCB)                                        |
|            | 1940 - 1944  | Jef Deumens (VNV)                                         |
|            | 1944 - 1963  | Jozef Bollen (CVP)                                        |
|            | 1963 - 1988  | Paul Meyers (CVP)                                         |
|            | 1989 - 1994  | Louis Roppe (CVP)                                         |
|            | 1995 - 2005  | Steve Stevaert (SP / sp.a, vanaf 1998 enkel titelvoerend) |
|            | 2005 - 2009  | Herman Reynders (sp.a)                                    |
|            | 2009 - 2016  | Hilde Claes (sp.a)                                        |
|            | 2016 - 2018  | Nadja Vananroye (CD&V)                                    |
|            | 2019 - heden | Steven Vandeput (N-VA)                                    |

### 2025–2030

#### Schepencollege
| Functie en bevoegdheden | Naam                | Partij | Partij   |
| --- | ------------------- | ------ | -------- |
| Burgemeester Algemeen beleid, integrale veiligheid en preventie, communicatie, stadspromotie, externe relaties, interne audit en organisatieontwikkeling                                                   | Steven Vandeput     |        | N-VA     |
| Eerste schepen Cultuur, bibliotheek, onderwijs, immaterieel en roerend erfgoed, ontmoetingscentra en sociale dienstencentra, niet-stedelijke vrijwilligers en verenigingsleven, senioren                   | Karolien Mondelaers |        | CD&V     |
| Tweede schepen Mobiliteit, parkeren, taxi’s, burgerzaken en groenonderhoud | Kevin Schouterden   |        | Vooruit  |
| Derde schepen Openbaar domein, gebouwen, monumentenzorg en onroerend erfgoed, propere stad en afvalbeleid, recyclageparken, begraafplaatsen, evenementen                                                   | Laurence Libert     |        | Open Vld |
| Vierde schepen Kernversterking en deelgemeenten, wijkopbouw, begroting en financiën, Euregionale subsidies en fondsen, juridische zaken                                                                    | Tom Thijsen         |        | CD&V     |
| Vijfde schepen Leefmilieu, duurzame stad, klimaat en circulaire economie, natuur en parken, sport, jeugdcultuur, internationale solidariteit, gelijke kansen, flankerend onderwijsbeleid                   | Tine Jans           |        | Vooruit  |
| Zesde schepen Economie, toerisme, markten en foren, landbouw, tewerkstelling en arbeidsbeleid | Rik Dehollogne      |        | N-VA     |
| Zevende schepen Betaalbaar wonen, sociaal woonbeleid, duurzaam wonen, jeugd(welzijn), studentenzaken, dierenwelzijn, circulair beleid, betrokkenheid en burgerparticipatie                                 | Dries Martens       |        | Vooruit  |
| Achtste Schepen Stedenbouw en ruimtelijke planning, vergunningen, grondbeleid, kerkfabrieken, stadsontwikkeling                                                                                            | Frank Dewael        |        | Open Vld |
| Negende schepen Personeel en stedelijke vrijwilligers, ICT en digitalisering, stadsarchief, interne service en logistiek, dienstverlening, crematorium, slimme stad, taalbeleid, inburgering en integratie | Dymfna Meynen       |        | N-VA     |
| Tiende schepen Voorzitter bijzonder comité voor de sociale dienst, zorg, welzijn, sociaal beleid, armoedebestrijding, gezondheid, gezinsondersteuning, Huis van het Kind en Opvoedingswinkel, kinderopvang | Astrid Franssens    |        | CD&V     |

#### Gemeenteraad
- N-VA/Open Vld: Steven Vandeput, Laurence Libert, Hugo Philtjens, Rik Dehollogne,  Frank Dewael, Tinne Knapen, Marie-Paule Vandormael, Dymfna Meynen, Laure Lesire, Bart Moors, Luc Dullaers, Joske Dybajlo-Dexters, Pieter Jamaer
- CD&V: Karolien Mondelaers, Tom Thijsen, Tom Vandeput, Astrid Franssens, Tom Cox, Alexander Wouters, Hubert Lenssen, Annelies Vanderlinden, Dirk Thoelen, Koen Reekmans, An Cox
- Vooruit: Tine Jans, Habib El Ouakili, Brigitte Smets, Willy Claes, Kevin Schouterden, Dries Martens, Raf Martens, Ellen Hoebrechts
- Vlaams Belang: Frank Troosters, Gerda Veldeman, Toon Vranken, Davy Wolfs, Patrick Mortelmans
- Groen: Derya Erdogan, Nele Kelchtermans, Bright Adiyia, Inge Hendrikx
- PVDA: Aurélie Decoene, Heidi Kestens [23]

Voorzitter gemeenteraad: Willy Claes (Vooruit)

#### Bestuur 2019-2024
Burgemeester is sinds 1 januari 2019 Steven Vandeput van N-VA. Hij leidt een coalitie van N-VA, RoodGroen+ (sp.a, Groen en onafhankelijken) en Open Vld. Samen hebben ze de meerderheid met 27 op 41 zetels.

#### Bestuur 2025-2030
Na de gemeenteraadsverkiezingen van 13 oktober 2024 vormen N-VA/Open Vld een coalitie met CD&V en Vooruit.
Samen hebben ze een meerderheid van 32 op de 43 zetels. Steven Vandeput blijft komende legislatuur burgemeester.

### Resultaten gemeenteraadsverkiezingen sinds 1976
| Partij               | Partij                                                                      | 10-10-1976 | 10-10-1976 | 10-10-1982 | 10-10-1982 | 9-10-1988 | 9-10-1988 | 9-10-1994 | 9-10-1994 | 8-10-2000 | 8-10-2000 | 8-10-2006 | 8-10-2006 | 14-10-2012 | 14-10-2012 | 14-10-2018 | 14-10-2018 | 13-10-2024 | 13-10-2024 |
| Stemmen / Zetels     | Stemmen / Zetels                                                            | %          | 37         | %          | 39         | %         | 39        | %         | 39        | %         | 39        | %         | 41        | %          | 41         | %          | 41         | %          | 43         |
| -------------------- | --------------------------------------------------------------------------- | ---------- | ---------- | ---------- | ---------- | --------- | --------- | --------- | --------- | --------- | --------- | --------- | --------- | ---------- | ---------- | ---------- | ---------- | ---------- | ---------- |
|                      | PVDA                                                                        | 1,32       | 0          | 0,37       | 0          | 0,31      | 0         | 0,58      | 0         | 0,44      | 0         | -         |           | -          |            | 6,5        | 2          | 6,7        | 2          |
|                      | WAKKER1/ Agalev2/ SP.A/ ProHasseltB/ Helemaal HasseltD/ RoodGroen+E/ Groen3 | -          |            | 5,961      | 1          | 5,842     | 1         | 7,182     | 2         | 51,44A    | 23        | 48,28B    | 22        | 33,03D     | 2          | 25,3E      | 4          | 10,43      | 4          |
|                      | SP1/ SP.A/ ProHasseltB/ Helemaal HasseltD/ RoodGroen+E/ Vooruit2            | 28,531     | 11         | 29,631     | 12         | 34,311    | 15        | 33,661    | 15        | 51,44A    | 23        | 48,28B    | 22        | 33,03D     | 13         | 25,3E      | 7          | 17,52      | 8          |
|                      | CVP1/ CD&V-N-VAC/ CD&V2                                                     | 48,81      | 20         | 42,841     | 19         | 40,181    | 18        | 33,381    | 14        | 21,341    | 9         | 24,69C    | 10        | 22,732     | 10         | 20,92      | 9          | 23,42      | 11         |
|                      | VU1/ VU&ID2/ CD&V-N-VAC/ N-VA3/ N-VA-Open VLDD                              | 9,231      | 2          | 9,411      | 3          | 5,371     | 1         | 4,751     | 1         | 3,032     | 0         | 24,69C    | 10        | 25,533     | 11         | 28,73      | 12         | 27,8D      | 13         |
|                      | PVV1/ VLD2/ VLD-VIVANT3/ Groei met Open Vld4 / Open Vld5/ N-VA-Open VLDD    | 12,121     | 4          | 11,571     | 4          | 11,881    | 4         | 14,562    | 6         | 14,492    | 5         | 12,493    | 4         | 9,914      | 4          | 10,45      | 4          | 27,8D      | 13         |
|                      | Vlaams Blok1/ Vlaams Belang2                                                | -          |            | -          |            | -         |           | 5,341     | 1         | 7,811     | 2         | 13,922    | 5         | 5,532      | 1          | 8,32       | 3          | 11,72      | 5          |
| Anderen(*)           | Anderen(*)                                                                  | -          |            | 0,22       | 0          | 2,31      | 0         | 0,56      | 0         | 1,45      | 0         | 0,62      | 0         | 3,26       | 0          | -          |            | 2,5        | 0          |
| Totaal stemmen       | Totaal stemmen                                                              | 41567      | 41567      | 45849      | 45849      | 47520     | 47520     | 48480     | 48480     | 50191     | 50191     | 52483     | 52483     | 53382      | 53382      | 55800      | 55800      | 41361      | 41361      |
| Opkomst %            | Opkomst %                                                                   |            |            |            |            | 95,73     | 95,73     | 94,1      | 94,1      | 93,52     | 93,52     | 93,67     | 93,67     | 90,50      | 90,50      | 92,0       | 92,0       | 60,1       | 60,1       |
| Blanco en ongeldig % | Blanco en ongeldig %                                                        | 2,91       | 2,91       | 4,07       | 4,07       | 3,47      | 3,47      | 3,82      | 3,82      | 5,03      | 5,03      | 3,57      | 3,57      | 3,67       | 3,67       | 3,8        | 3,8        | 0,6        | 0,6        |

De zetels van de gevormde meerderheid staan vetjes afgedrukt. De grootste partij is in kleur.
De rode cijfers naast de gegevens duiden aan onder welke naam de partijen telkens bij een verkiezing opkwamen.
(*) 1982: RAL / 1988: NH (1,92%), SAP-KP (0.21%) / 1994: AOV / 2000: Vivant (0,96%), HUP-GSM (0,49%) / 2006: BUB / 2012: Leefbaar Hasselt (3,26%) / 2024: Voor U Hasselt (2,5%)

## Partnersteden
- Detmold (Duitsland)
- Itami (Japan)
- Mountain View, Californië (Verenigde Staten)
- Sittard (Nederland)

## Trivia
- Bij een vergelijkend onderzoek door Test-Aankoop bleek (juni 2012) dat Hasselt als tweede gerangschikt staat in vergelijking met twintig andere Belgische steden wat betreft leefkwaliteit, afgelezen uit een aantal parameters zoals veiligheid, woonomgeving, openbare diensten en voorzieningen.[27]
- Aan de KU Leuven bestaat er sinds 1939 de hoogstudentenclub Hasseleta, exclusief met Hasseltse leden.
- Op voorstel van enkele inzenders van suggesties voor een naam kozen de Hasselaren
  - een naam voor hun nieuwe stadhuis: t Scheep, Hasselts dialect voor "'t schip", verwijzend naar de vorm van het gebouw
  - een naam voor de voormalige rijkswachtkazerne, waarop de nieuwbouw aansluit: Kezerreme, Hasselts dialect voor "kazerne"
  - een naam voor het geheel gebouwencomplex: Obbe Beek, Hasselts dialect voor "op de beek", zoals de buurt destijds genoemd werd, verwijzend naar het bijriviertje van de Demer, de Helbeek, die er loopt (nu ingebuisd) en waarlangs Hasselt is ontstaan.